# Cronologia della violenza squadrista in Italia 1919-1924

## Cronologia

### 1919
Il 13 aprile a Milano, in via Garigliano, nel quartiere Isola, un comizio socialista è sciolto con la forza dalle forze dell'ordine. Scoppiano gravi incidenti e un gruppo di poliziotti si trincera in un portone e apre il fuoco sulla folla. A fine giornata si conteranno un morto, il meccanico Giovanni Gregotti, e dieci feriti, sei dei quali appartenenti alle forze dell'ordine.
Il 15 aprile 1919, a Milano dopo una manifestazione di protesta per i fatti di via Garigliano, gli anarchici organizzano un corteo verso piazza Duomo. Si fa loro incontro una colonna formata da Arditi, futuristi, nazionalisti, fascisti ed ex ufficiali, in tutto circa 200 uomini, guidata e sobillata da Filippo Tommaso Marinetti e Ferruccio Vecchi. All'altezza di piazza Mercanti i due cortei si trovano l'uno di fronte all'altro e, nonostante un reparto di polizia a cavallo, gli arditi partono all'attacco. Scoppiano gravissimi incidenti dove vengono uccisi l'operaia Teresa Galli il passante Pietro Bogni, entrambi diciottenni. I socialisti, colpiti dalle revolverate dei nemici, sono costretti ad arretrare in via Dante, dove perde la vita il garzone sedicenne Giuseppe Luccioni. La colonna di Marinetti e Vecchi si dirige quindi verso la sede dell'Avanti!, dalle cui finestre viene sparato un colpo che uccide il mitragliere Martino Speroni di guardia al giornale: gli altri militari lasciano quindi campo libero agli assalitori che incendiano e saccheggiano i locali e distruggono i macchinari. A fine giornata si contano una trentina di feriti, alcuni dei quali gravi. Le forze dell'ordine effettuano oltre 600 arresti, la maggior parte dei quali tra i socialisti e gli anarchici.
L'8 giugno, presso la stazione di Bovisa, un gruppo arditi che aveva rubato uno stendardo ad un giovane socialista aggredisce a pugnalate un gruppo di socialisti che cercavano di riprendere la bandiera. Restano feriti tre socialisti. Il più grave, il segretario della sezione socialista di Affori Giuseppe Mancini, muore il giorno seguente per una polmonite.
Il 6 luglio a Fiume un gruppo di militari italiani, spalleggiati da alcuni civili, aprirono il fuoco su alcuni soldati francesi del contingente interalleato che presidiava la città: 9 soldati transalpini restano uccisi
Il 15 luglio a Bologna, al termine di una manifestazione della Federterra per rivendicare l'occupazione delle terre incolte, scoppiano incidenti tra i manifestanti ed un gruppo di ufficiali aderenti alle squadre nazionaliste dei Sempre Pronti per la Patria e per il Re che sparano sui contadini: resta ferita mortalmente la bracciante Geltrude Grassi che spira cinque giorni dopo. Il 29 luglio scoppia un tubo di gelatina nelle stanze del tribunale di Milano: nessun ferito.
Il 29 agosto l'ingegner Giovanni Breda è ferito leggermente con dell'acido da parte di un attentatore che riesce a dileguarsi. Due giorni dopo sempre a Milano l'ingresso della casa dell'ex senatore ed ex sindaco Enzo Ponti è distrutta da una bomba. Non vi sono feriti.
Il 7 settembre a Milano, nel piano ammezzato del caffè Biffi, in galleria Vittorio Emanuele II, esplode una bomba. Muore l'attentatore, poi identificato nell'anarchico diciannovenne Bruno Filippi che, assieme ad altri quattro compagni ha dato vita ad una cellula terroristica con l'obbiettivo di colpire gli industriali metallurgici e la borghesia in difesa del proletariato.
Il 12 settembre 1919, a Fiume Gabriele D'Annunzio proclamò l'annessione al Regno d'Italia della città quarnerina dando vita all'Impresa di Fiume. Il giorno prima, D'Annunzio aveva chiesto sostegno a Mussolini con una lettera.
Il 13 novembre 1919, dopo che un comizio fascista a Milano si è svolto regolarmente con l'intervento di Mussolini, a Lodi si verificano gravissimi incidenti in occasione di un comizio fascista al teatro cittadino Gaffurio: qui una consistente massa di manifestanti attacca il teatro, scagliandosi contro il palco, per impedire il comizio. Alcuni fascisti rispondono esplodendo colpi di pistola, che provocano un morto ed alcuni feriti. «Il gruppo fascista, rimasto padrone del teatro, è arrestato quasi per intero dalla forza pubblica finalmente sopraggiunta; l’elenco dei carcerati di Lodi comprende alcuni nomi destinati a diventare famosi nell’ambiente fascista e squadrista; vi sono, tra gli altri, Italo Bresciani, Leandro Arpinati, Arconovaldo Bonacorsi, Luigi Freddi e Asvero Gravelli».
Il 14 novembre 1919, a Milano, si chiude la campagna elettorale fascista con un comizio di Marinetti in piazza Sant'Alessandro. Colonne di squadristi, armati di bastoni, prima si recano alla sede del Popolo d'Italia, poi ingaggiano violenti scontri con le forze dell'ordine in piazza Duomo. Gli scontri sconvolgono la città fino a notte fonda con spari, cariche di cavalleria e getti di idranti. In seguito agli scontri verranno arrestati cinquanta Arditi (compresi Arpinati e Ferrari) e sequestrati armamenti.
Il 17 novembre 1919, a Milano, dopo la netta vittoria elettorale una folla esultante si reca presso la sede dell'Avanti! per festeggiare. Mentre Giacinto Menotti Serrati pronuncia un discorso il capo degli arditi fascisti milanesi Albino Volpi lancia una bomba thévenot ferendo una dozzina di persone. Una folla socialista si reca in piazza Duomo per protestare contro le violenze fasciste e si scontra con le forze dell'ordine. Si registrano ventitré feriti. La notte stessa viene arrestato quasi tutto lo Stato maggiore ardito e fascista (compresi Mussolini, Marinetti, Vecchi) e sequestrate numerose armi.
Il 1º dicembre 1919 aggressione da parte di ufficiali, studenti e militanti del Partito Nazionalista contro i deputati socialisti che, al mattino, abbandonarono la Camera all'entrata del re al grido di "Viva il socialismo! Viva la repubblica socialista". Questi fatti portarono alla proclamazione di uno sciopero di solidarietà nelle maggiori città italiane, che provoca gravi incidenti. A Torino un corteo di operai provoca scontri con degli studenti, che causano la morte di tre persone. A Milano inizia una "caccia all'ufficiale" e ai militari che sfocia in violenti scontri, in particolare davanti al caffè Biffi, ritrovo di fascisti e futuristi. Muoiono due operai (Arrigo Capraghi) e l'allievo carabiniere Luigi Corloio. Si contano oltre trenta feriti e circa 500 arresti. A Bologna una pattuglia di poliziotti, spalleggiati da alcuni nazionalisti, uccide l'anarchico Amleto Vellani.

### 1920

#### Gennaio
Tra il 20 e il 29 gennaio 1920 il sindacato ferrovieri indice uno sciopero generale dei trasporti. Giovani nazionalisti assicurano il servizio, gestendo in prima persona la circolazione dei treni in molti casi. Gli scioperanti sabotano i binari, abbattono linee elettriche, attaccano i convogli e compiono attentati dinamitardi in risposta.

#### Febbraio
Il 29 febbraio a Milano, al termine di un comizio indetto dalla Lega Proletaria dei Mutilati nelle scuole di corso di Porta Romana, i carabinieri iniziano a provocare e caricare i partecipanti, molti dei quali sono mutilati di guerra. Per sfuggire alle violenze la folla si riversa su alcune vetture tranviarie che transitano in quel momento su corso di Porta Romana. Mentre uno dei tram sta per entrare lentamente in piazza Missori viene bloccato da un manipolo di carabinieri che apre il fuoco. Muoiono il tranviere, Angelo Stefanoni, e il portalettere Pasquale Franzini, invalido di guerra.

#### Aprile
Il 4 aprile a Cattolica (FO) il socialista Giovanni Vico canta L'Internazionale davanti al carabiniere Giovanni Battistini Rizzieri il quale gli intima di smettere. Tra i due nasce una colluttazione fino a quando il milite non uccide il giovane socialista. Il carabiniere resta a presidiare il corpo di Vico sparando a chiunque si avvicini e ferendo una bambina. A questo punto una folla inferocita aggredisce Battistini Rizzieri e lo lincia a morte.
Il 16 aprile un gruppo di fascisti composto da Ferruccio Vecchi, Pietro Bolzon, Albino Volpi, Edmondo Mazzuccato, Umberto Maurelli e Gino Coletti aggredisce il direttore dell'Avanti!  Serrati in corso di Porta Vittoria a Milano, lo ferisce e gli taglia la barba.

#### Maggio
Il 1º maggio a Pola i lavoratori in corteo vengono fermati davanti alla Porta Aurea da una pattuglia del Regio Esercito che impedisce loro di avanzare. Ne nascono dei tafferugli e poco dopo i militari aprono il fuoco, muoiono i dimostranti Francesco Sponza, Luigi Lebek, Giuseppe Merzliak (Josip Mrzljak) e Odone Schmelzer e altri trenta rimangono feriti.
Il 24 maggio 1920, a Roma, durante un corteo studentesco irredentista per la Dalmazia e contro il governo, avvengono violenti scontri con le forze dell'ordine. Muoiono cinque guardie regie e due arditi, più una bambina. Nella notte viene arrestato Giuseppe Bottai e numerosi irredentisti. Per protesta contro gli incidenti e gli arresti, i legionari fiumani oltrepassano il fiume Eneo (il vecchio confine fra la città di Fiume e il Regno di Croazia) e devastano la borgata di Sušak.

#### Giugno
Il 13 giugno un gruppo di socialisti aggredisce e spara contro alcuni cattolici davanti il Santuario dell'Addolorata a Rho (MI): muore il catechista Angelo Minotti.
Il 21 giugno, in piazza Missori a Milano, si registrano 8 feriti negli scontri tra i fascisti, anarchici, socialisti e forza pubblica. Il giorno seguente nel capoluogo lombardo i ferrovieri sono in sciopero, viene indetto un grande comizio all'Arena dove parla anche Errico Malatesta. Al termine, una parte dei manifestanti, l'ala più dura, guidata da Mariani, si dirige verso il centro e si scontra con la polizia in via Dante. Ne nasce una furiosa sparatoria nel quale perde la vita il tornitore Riccardo Bassi. Nelle stesse ore in via Legnano un commissario ed un ispettore di polizia vengono feriti gravemente da una folla inferocita. Il ristorante presso il quale i due cercano di rifugiarsi è dato alle fiamme. Intorno alle 20 tre camion di carabinieri caricano una folla riunitasi presso Porta Venezia per quanto accaduto in giornata. Nel fuggi fuggi generale muore il passante Enrico Nova. Altre tre persone restano ferite. A fine giornata si contano complessivamente 11 morti.
Il giorno seguente Milano è sconvolta dalla repressione poliziesca. La Camera del Lavoro decide di non proseguire lo sciopero per lanciare un segnale distensivo alle autorità. I tranvieri continuano invece ad incrociare le braccia in segno di solidarietà delle vittime. Verso le 9:30 un tram, sul quale viaggia anche il vicebrigadiere dei carabinieri Giuseppe Ugolini, è bloccato presso piazzale Loreto da un gruppo di scioperanti. Ugolini affronta i manifestanti che gli intimano di consegnare pistola e moschetto. Il militare rifiuta e spara uccidendo sul colpo l'operaio Alfredo Cappelli e ferendo gravemente Francesco Bonini, ex guardia di Finanza che spirerà qualche giorno dopo in ospedale. Subito dopo Ugolini è disarmato e linciato a morte dalla folla furiosa. Un gruppo di carabinieri, accorso per difendere il collega, devasta la sezione socialista di Greco. Nelle stesse ore gruppi di studenti del Politecnico pattugliano le strade del centro di Milano assieme alle forze dell'ordine. Sono proprio loro ad aggredire e picchiare il deputato socialista Luigi Repossi che viene poi trascinato in Questura.
Il 30 giugno a Porotto di Ferrara una folla di leghisti di Vigarano Pieve costringe gli affittuari Alberto e Giuseppe Tognoli ad abbandonare il fondo che stavano lavorando e li ferisce a colpi di rivoltella. I due fratelli si rifugiano nella loro casa che viene circondata da una folla inferocita. Scoppia una violenza sparatoria tra i fratelli Tognoli e i leghisti che lamentano due morti (Giovanni Toselli e Enea Frabboni) e sette feriti.

#### Luglio

L'incendio del Narodni Dom di Trieste ad opera delle squadre d'azione il 13 luglio 1920.

Il 1º luglio a Masi Torello (FE) la guardia campestre Antonio Roncaglia è assassinata da un gruppo di socialisti. Il 9 luglio a Orciano Pisano (PI), durante uno sciopero i carabinieri aprono il fuoco su un gruppo di contadini che tentava di fermare la trebbiatura: muore il colono Pietro Casini. Il 10 luglio ad Imola (BO), durante alcuni scontri tra fascisti ed anarchici rimase ucciso il dirigente sindacale Edgardo Fabbri, segretario del locale sindacato della cooperativa macchine agricole. Pur non essendo Fabbri iscritto al fascio, gli squadristi approfittano della sua morte per scatenare un'ondata di violenze contro militanti e le istituzioni anarchiche imolesi. Un anarchico viene ridotto in fin di vita.
Il 13 luglio 1920, a Trieste, il Fascio Triestino di Combattimento convoca una manifestazione in Piazza Unità d'Italia invitando la popolazione a "reagire contro i fatti di Spalato" del giorno precedente, nel corso dei quali erano stati uccisi due militari italiani disarmati (ten. Tommaso Gulli e motorista Aldo Rossi, della regia nave Puglia) e un manifestante croato. Durante il comizio del segretario cittadino Francesco Giunta, viene accoltellato, in circostanze mai chiarite, Giovanni Nini, diciassettenne cuoco del vicino albergo Bonavia. Appena si sparge la notizia della morte del cuoco, qualcuno dal palco annuncia che un "ex combattente" è stato accoltellato da uno slavo: tre squadre di camicie nere, armate di taniche di benzina, si dirigono verso il Narodni Dom, sede delle principali associazioni politiche, culturali ed economiche slovene e croate di Trieste. Durante il tragitto, i manifestanti devastano diversi negozi gestiti da sloveni, alcune sedi di organizzazioni slave e socialiste, la sede del consolato jugoslavo di via Mazzini, e gli studi di diversi professionisti, tra cui quello dell'avvocato Josip Vilfan, uno dei principali leader politici sloveni di Trieste. Quando i manifestanti giungono davanti al Narodni Dom, circondato da circa quattrocento fra militari, carabinieri e guardie rege, dal secondo piano vengono gettate due bombe a mano e partono colpi di fucile. Ci sono otto feriti, tra cui il tenente in licenza Luigi Casciana, che morirà la settimana successiva. I militari a quel punto cominciano a sparare verso l'edificio, lasciando via libera agli squadristi che penetrano nell'edificio e appiccano il fuoco. La ricostruzione della dinamica della sparatoria tuttavia è tuttora controversa. Per sfuggire alle fiamme, il farmacista lubianese Hugo Roblek, ospite dell'Hotel Balkan (una delle strutture ospitate all'interno del Narodni Dom) si getta da una finestra e perde la vita, mentre tutti gli altri presenti si pongono in salvo. Secondo la stampa dell'epoca, il rapido propagarsi dell'incendio, con numerosi scoppi, sarebbe stato favorito dal fatto che gli slavi avrebbero celato all'interno dell'Hotel Balkan un arsenale di esplosivi e armi. Renzo De Felice definisce l'incendio del Balkan "il vero battesimo dello squadrismo organizzato" e sottolinea come quest'episodio (assieme alla devastazione della tipografia dell'"Avanti!" avvenuta a Roma il 21 luglio) costituisca un salto di qualità per la violenza squadrista, che da allora inizia a perdere la caratteristica della occasionalità e ad assumere invece il requisito della premeditazione. Nello stesso giorno, ci sono aggressioni antislave anche a Fiume da parte dei legionari dannunziani, mentre il 14 luglio viene dato alle fiamme il Narodni dom di Pola e a Pisino viene incendiata la sede del giornale sloveno cattolico Pučki Prijatelj.

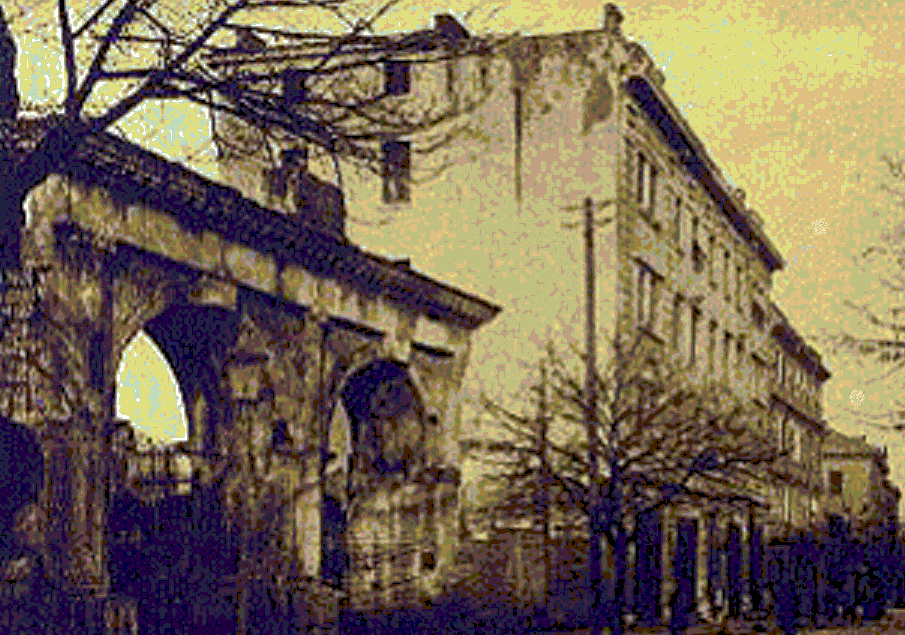
Il Narodni Dom di Pola prima dell'assalto

Il 20 luglio a Roma squadristi fascisti aggrediscono i deputati Alceste Della Seta e Giuseppe Emanuele Modigliani.

#### Agosto
Il 3 agosto socialisti, sindacalisti della CGL e fascisti firmano il patto di pacificazione. Fu sconfessato poi dal PNF nel novembre dello stesso anno.
Il 7 agosto a Milano gli anarchici Giuseppe Mariani e Ettore Aguggini fanno esplodere una bomba al ristorante Cova, noto ritrovo dei fascisti milanesi. Due giorni dopo il duo Mariani-Aguggini fa esplodere una bomba nel Palazzo degli Esercenti in piazza San Sepolcro a Milano, non si registrano vittime e feriti. Nei giorni successivi è effettuato un giro di vite tra gli anarchici milanesi.
Il 31 agosto, alle ore 17:00, circa 300 stabilimenti industriali milanesi sono occupati dagli operai.

#### Settembre
Il 6 settembre i fascisti assaltano la Camera del Lavoro di Pola. L'attacco viene respinto dagli operai. I Carabinieri, intervenuti in difesa dei fascisti, sparano e uccidono il giovane socialista Vincenzo Foragioni.
Il 9 settembre, a Trieste, i fascisti assaltano il corteo funebre di Foragioni; negli incidenti di piazza che seguono, muore il marittimo Stefano De Radio; successivamente gli scontri si estendono a tutto il quartiere operaio di San Giacomo e costano la vita ad Angela Cremese (uccisa da un colpo vagante mentre è affacciata alla finestra), all'operaio Bruno Taboga, alla guardia regia Giovanni Giuffrida e al caporale della brigata Sassari Antonio Sessa. Il giorno seguente il quartiere di San Giacomo viene espugnato a colpi di cannone dalla Brigata Sassari. L'azione costa la vita ad altre cinque persone. I carabinieri, rincalzati da una squadra di fascisti, perquisiscono il circolo di cultura di Valdoltra, vicino a Muggia: i socialisti resistono, e un difensore, l'operaio Santin, rimane ucciso.
Alle prime ore del 20 settembre in una Milano paralizzata dall'occupazione delle fabbriche il ventunenne Eugenio Agrati, di guardia allo stabilimento di strumenti Bottali, cade vittima di un'imboscata fascista ed è crivellato da una dozzina di colpi.

#### Ottobre
La sera del 1º ottobre 1920 una pattuglia di carabinieri arresta a Grosseto un operaio con la colpa di aver cantato Bandiera Rossa. Scoppiano delle proteste, i militari sparano e uccidono il ferroviere Angelo Cassioli.
Il 14 ottobre 1920 socialisti e anarchici proclamano lo sciopero generale contro le ingerenze dei governi occidentali in Russia. Avvengono violenti scontri con forze dell'ordine e squadristi.
A Bologna le guardie regie caricano i dimostranti che cercano di liberare dalle carceri cittadine, note come il Casermone, alcuni manifestanti arrestati: sul terreno restano 4 manifestanti (il consigliere comunale socialista Erminio Zucchini, gli anarchici Augusto Fuzzì, Calisto Vacchi e Oreste Donati), il viceispettore Giuseppe La Volpe e il brigadiere Salvatore Colamasi.
A Trieste viene ucciso il fascista redattore de Il Popolo d'Italia; a Milano avvengono forti scontri tra anarchici e fascisti, in cui i carabinieri sparano su entrambi i contendenti lasciando ucciso lo squadrista Armando Morganti; forze dell'ordine uccidono due socialisti anche a Brescia e in provincia di Taranto. A San Giovanni Rotondo i Carabinieri, fiancheggiati da una formazione paramilitare locale nota come Arditi di Cristo, spara sul corteo festante dei socialisti nel giorno dell'insediamento della nuova giunta rossa. Rimasero uccisi tredici manifestanti ed un carabiniere.
Il 16 ottobre, dopo i funerali delle due guardie uccise negli scontri di due giorni prima, gli squadristi bolognesi comandati da Leandro Arpinati assaltano il Caffè della Borsa, ritrovo abituale dei socialisti. Resta ucciso da un colpo di pistola il commerciante Giuseppe Fabbri che si trovava casualmente nel posto.
Il 30 ottobre una squadra fascista, comandata da Arpinati, assalta nuovamente il Caffè della Borsa a Bologna. Nella spedizione punitiva rimase ferito mortalmente l'operaio socialista Guido Tibaldi.

#### Novembre
Il 4 novembre 1920, nel secondo anniversario della vittoria nella prima guerra mondiale, avvengono pesanti scontri in varie località tra squadristi, nazionalisti e militanti di sinistra. A Bologna i fascisti distruggono la Camera del lavoro, il deputato socialista Ercole Bucco ordina alle guardie rosse di non difendere la Camera e nascondere le armi nel proprio appartamento. A Verona i fascisti tentano di assaltare il comune per issarvi il Tricolore al posto della bandiera rossa. I socialisti difendono il municipio con le armi e inizia una sparatoria con gli squadristi che tentano di introdursi dal retro. In questi frangenti il deputato socialista Policarpo Scarabello, che affiancava i difensori all'interno del comune, muore dilaniato dall'esplosione di una bomba a mano che lui stesso teneva in tasca. A Sestri Levante un anarchico lancia una bomba su un concerto patriottico, muore Vincenzo Cappellini; a Ferrara viene ucciso un socialista; a Ragusa i nazionalisti assaltano il municipio socialista, mentre in provincia muoiono negli scontri tre socialisti e una bambina.
Il 7 novembre, a Firenze è ucciso a revolverate il giovane Guido Fiorini e una bomba sbriciola lo studente Guido Bolaffio, entrambi fascisti, e ferisce altre 10 persone. Squadre armate fasciste invadono il municipio di Castel San Pietro, nel bolognese, e devastano le sedi della Camera del lavoro, della Lega barrocciai e della Lega coloni.
L'8 novembre a Ravenna, i socialisti uccidono il repubblicano Guglielmo Malatesta.
Il 21 novembre 1920, a Bologna, strage di Palazzo d'Accursio, durante l'insediamento del neo-sindaco socialista Enio Gnudi, un nutrito gruppo di squadristi si fece strada verso Palazzo d'Accursio a colpi di pistola. Ne conseguì un serrato scontro a fuoco che coinvolse fascisti Guardie Regie e Guardie Rosse, con la deflagrazione di alcune bombe a mano, lanciate dall'interno del palazzo dalle guardie rosse convinte di affrontare i fascisti che entravano in comune. Nella sala del palazzo comunale una persona non identificata sparò contro i consiglieri di minoranza e uccise il mutilato di guerra Giulio Giordani - eletto consigliere comunale democratico-radicale, nelle liste dei nazional-fascisti - che divenne così il primo martire del fascismo. L'episodio è considerato l'inizio delle attività squadriste in Val Padana.

#### Dicembre

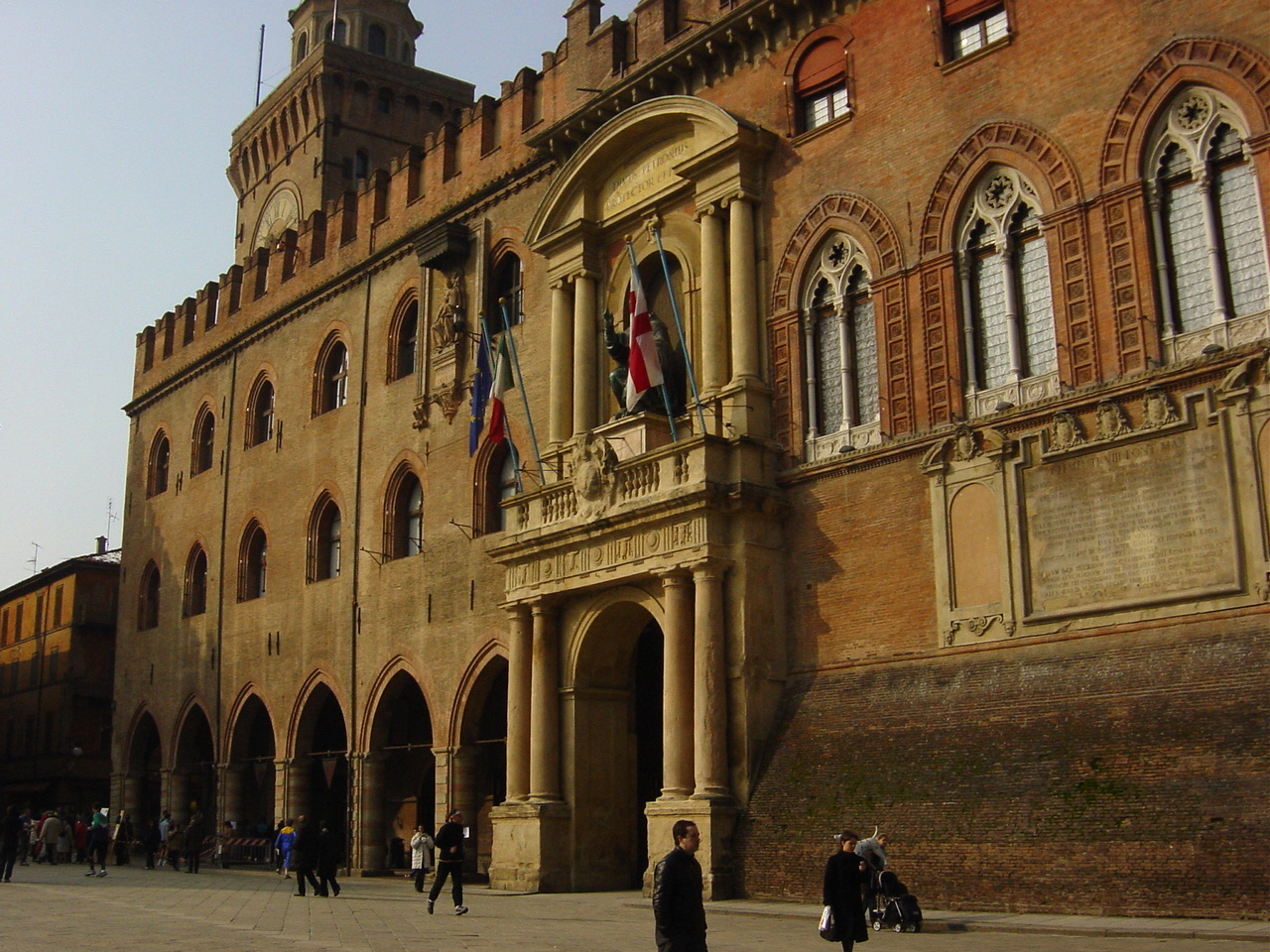
Palazzo d'Accursio a Bologna, teatro dell'omonima strage.

Il 10 dicembre una squadraccia fascista fiorentina, capitanata tra gli altri dai futuri parlamentari Italo Capanni e Manfredo Chiostri, assassina l'anziano colono popolare Giovanni Sitrialli a Fagna di Scarperia.
Il 14 dicembre a Lucca scoppiano gravi incidenti in piazza San Michele, dove i fascisti, tra cui figura Carlo Scorza, aggrediscono il deputato socialista Lorenzo Ventavoli e la folla radunatasi per assistere al suo comizio contro il caro prezzi. Ne scaturiscono duri scontri tra le due parti fino a quando le Guardie Regie aprono il fuoco. Restano uccisi due anziani (Valente Vellutini e Angelo Della Bidia) che erano rimasti ad osservare la scena e altre 19 restano ferite.
Il 22 dicembre 1920 si verifica l'eccidio del Castello Estense: a Ferrara i fascisti organizzano un corteo funebre per commemorare la figura di Giulio Giordani occupando la piazza. I socialisti, rispondendo con le armi alle provocazioni appositamente organizzate dai fascisti, cadono nella trappola fascista: l'indignazione per le uccisioni si riversa quasi per intero sui socialisti, pur essendo entrambe le parti ugualmente responsabili, perché l'episodio dell'incidente del Castello ha avuto l'apparenza di un'imboscata.
Tra il 24-29 dicembre 1920, con il Natale di sangue ha tragico epilogo l'Impresa di Fiume. Il 30 dicembre a Saletta di Copparo (FE) un carabiniere uccide un fascista nel corso di una perquisizione. Il 31 dicembre a Correggio una squadra di fascisti carpigiani e modenesi uccide i socialisti Mario Gasparini e Agostino Zaccarelli.

### 1921

#### Gennaio

Sede della Lega dei Braccianti devastata da un'azione squadrista a Bologna nel 1921.

Renato Ricci con la sua squadra carrarese

Nel gennaio-febbraio 1921 si scatena l'offensiva fascista in tutta Italia: le azioni trovano appoggio e protezione negli organi separati dello Stato. Vengono distrutte le sedi delle organizzazioni operaie e avvengono scontri armati con i militanti socialisti, spesso forieri di vittime da entrambe le parti. Il 1º gennaio Giuseppe Gianesini, un fascista che qualche giorno prima aveva preso parte ad una spedizione punitiva, viene ucciso a Gavello di Bondeno a pugnalate da un socialista. Il 19 gennaio è ferito mortalmente all'uscita della Camera del Lavoro di Ferrara il fornaio Ettore Borghetti che morirà il 6 febbraio successivo.
Il 20 gennaio a Castellammare di Stabia, in occasione dell'intitolazione della piazza principale a Spartaco, esplode un violento conflitto a fuoco tra i socialisti, asserragliati in comune, e un corteo di nazionalisti, popolari, fascisti e studenti sceso in strada per protestare contro il cambio di denominazione. Nella sparatoria rimangono uccise sei persone (il maresciallo dei carabinieri Clemente Carlino, Sabato Amato, il marinaio Michele Esposito, e gli operai Vittorio Donnarumma, Francesco Larussa e Raffaele Viesti) e oltre cento sono ferite. La giunta socialista, appena insediatasi, è tratta in arresto e il comune commissariato.
Il 21 gennaio a Modena un gruppo di anarchici uccide il fascista Mario Ruini. Tre giorni dopo, durante le esequie di Ruini, vengono esplosi alcuni colpi di arma da fuoco contro il corteo funebre al quale presenzia anche Mussolini: muoiono un fascista ed un nazionalista. Il ras bolognese Arpinati resta ferito. I fascisti incendiano quindi la Camera del Lavoro locale. Nelle ore successive, sempre sull'onda dei fatti di Modena, a Bologna le squadracce fasciste di Dino Grandi assaltano e incendiano impunemente la Camera del Lavoro, la sede dell'Unione Socialista e la Cooperativa Tipografica, mentre a Milano, in via Dogana, i fascisti attaccano e bruciano e la Libreria del'Avanti!. Il giorno seguente a Bologna gli squadristi occupano la sede della Federterra e della Società Operaia.

#### Febbraio
Il 10 febbraio 1921 la sede e la tipografia del quotidiano comunista triestino Il Lavoratore, che si trovava in via delle Zudecche, vennero completamente distrutte dalle squadre fasciste di Francesco Giunta, una delle prime "imprese" del "fascismo di confine". Il 18 febbraio è assassinato dai fascisti nella sua casa di Salara il socialista Giuseppe Fioravante Rizzieri. Nel corso della stessa spedizione punitiva resta ucciso lo squadrista sedicenne Edmo Squarzanti.
La notte del 23 febbraio a Mirabello un gruppo di fascisti apre il fuoco contro alcuni socialisti ferendone due. Uno di questi, il giovane Armando Barboni, muore in conseguenza delle ferite.
Il 25 febbraio un centinaio di squadristi invade Pincara, incendia la sede della lega e penetra nella casa del sindaco socialista. Non trovando quest'ultimo i fascisti si recano presso l'abitazione del capolega Luigi Antonio Ghirardini e minacciano di bruciargli la casa con la famiglia dentro se non si fosse consegnato. Una volta uscito il dirigente viene assassinato.
Il 27 febbraio a Buonacompra di Cento, nel corso di una rissa con alcuni socialisti, viene assassinato a pugnalate l'affittuario clerico-fascista Napoleone Lenzi. Lo stesso giorno un gruppo di anarchici aggredì in piazza Antinori a Firenze, un corteo formatosi dopo l'inaugurazione del vessillo dei Fasci di avanguardia, provocando, anche con il lancio di una bomba, circa quindici feriti di cui alcuni gravi e due morti, il carabiniere Antonio Petrucci e lo studente Carlo Menabuoni (che morirà in ospedale il 14 marzo). Nel pomeriggio una squadra fascista assale l'Associazione comunista degli invalidi di guerra, uccidendo il sindacalista comunista Spartaco Lavagnini e devastando l'associazione. Lo stesso giorno a Sant'Ilario d'Enza, in provincia di Reggio Emilia, durante la cerimonia di apertura della locale sede del fascio, gli squadristi assaltano ed incendiano la locale cooperativa. Sempre il 27 febbraio i fascisti assaltano e devastano la Camera del Lavoro di Spezia. Scoppiano gravi scontri tra militanti anarchici e comunisti da una parte e squadristi d'altra. Nella calca un comunista spara e uccide la guardia regia Nunzio Calabrese. Scoppia uno scontro a fuoco che vede gli agenti e i fascisti cingere d'assedio ciò che resta della Camera del Lavoro, dove si sono trincerati gli antifascisti che, dopo mezz'ora, si arrendono.
Il giorno successivo a Firenze avvengono scontri nel quartiere di San Frediano tra squadristi e socialisti, durante i quali rimangono uccisi una dozzina di questi ultimi, un fante dell'esercito e feriti un centinaio di coinvolti. Muoiono anche quattro agenti di polizia. Lo stesso giorno, lo squadrista fiorentino Giovanni Berta venne percosso sul Ponte sospeso delle Cascine e quindi scaraventato nell'Arno ancora vivo: il suo corpo verrà ripescato il giorno dopo. A Spezia, in segno di protesta contro la distruzione della Camera del Lavoro, si proclama lo sciopero generale. Scoppiano incidenti tra i manifestanti e le forze dell'ordine: muore l'anarchico Adolfo Olivieri.

#### Marzo

Fotografia raffigurante l'incendio dell'Avanti!, il 24 marzo 1921

Il 1º marzo 1921 avvengono i cosiddetti fatti di Empoli. Tre camionette che trasportavano 46 marinai, con il compito di riattivare le linee ferroviarie interrotte dagli scioperi di quei giorni a Firenze, e 18 carabinieri, vennero assaltate dalle Guardie Rosse che scambiarono i marinai per squadristi. Ci furono 9 morti e 18 feriti, tutti tra i militari. Il 4 marzo i fascisti fondano il Fascio di Empoli e attaccano in forze le organizzazioni socialiste della città, occupandola. Sempre il 4 marzo a San Casciano di Cascina una squadra fascista apre il fuoco contro un corteo che protestava contro le angherie del ras locale Domenico Serlupi. Muore Enrico Ciampi, fondatore della sezione del PCd'I di Barca di Noce, la prima della provincia di Pisa. Il 5 marzo ad Adria durante uno sciopero dei facchini, il giovane socialista Antonio Franzoso, 16 anni, cerca di impedire l'impiego di crumiri, trasportati e protetti dai fascisti. Un squadrista gli spara alle spalle uccidendolo.
Il 13 marzo a Coronella di Poggio Renatico un socialista uccide l'affittuario fascista Alberto Tognoli che nel giugno 1920, assieme al fratello aveva ucciso due leghisti che avevano invaso il fondo condotto dagli stessi Tognoli.
Il 15 marzo scoppiano gravi scontri in piazza Cavour a Livorno tra studenti socialisti e giovani fascisti. Il giorno seguente muore lo squadrista Ugo Botti.
Il 19 marzo a Mesola è assassinato da un fascista il socialista Nino Bernardini.
Il 20 marzo una colonna fascista, di ritorno dalle commemorazioni delle Cinque Giornate, tenta di assaltare Greco, roccaforte socialista alle porte di Milano. Come il corteo entra in viale Monza inizia una violenta sparatoria con gli antifascisti del quartiere. La guardia regia interviene per proteggere gli squadristi. Restano uccisi il fascista Aldo Sette e la passante Margherita Lazzari mentre una decina di persone rimango ferite. La questura effettua nelle ore successive oltre 200 arresti tra gli antifascisti. Ad Adria è ucciso il socialista Oddone Ferrarese. Nella notte tra il 20 ed il 21 marzo lo squadrista Antonio Peretto rimane ucciso durante una spedizione punitiva a Fiesso Umbertiano. La notte del 21 marzo una squadraccia assalta il circolo socialista del Foro Buonaparte a Milano, uccide il meccanico Giuseppe Inservetti e ferisce altri due uomini, uno dei quali è il figlio del morto. La polizia effettua alcuni fermi, tra gli arrestati il capo degli arditi milanesi Albino Volpi. A Gabbioneta (CR) un giovane è ucciso da un agrario durante uno scontro con i socialisti. 
Nella notte tra il 23 e il 24 marzo avvengono sanguinosi scontri a Milano, in seguito alla strage del Diana, causata dall'esplosione di una bomba collocata da anarchici, probabilmente per uccidere il questore Giovanni Gasti. L'ordigno a causa dell'imperizia degli attentatori (Giuseppe Mariani, Giuseppe Boldrini, Ettore Aguggini) manca il bersaglio e provoca circa 80 feriti e 21 morti tra il pubblico e gli orchestrali di uno spettacolo al teatro Kursaal Diana. Mezz'ora dopo un gruppo di squadristi assalta le sedi dell'Umanità Nova, di un circolo socialista e dell'Unione sindacale. Durante la notte avviene anche l'assalto alla sede dell'Avanti!, a cui gli squadristi appiccano il fuoco dopo essere stati respinti dalle forze dell'ordine. La sera del 22 marzo a Ceretto Lomellina la ventitreenne Maria Monchietti è uccisa in casa da un colpo d'arma da fuoco sparato da una squadraccia fascista recatasi in paese per assaltare la locale sede socialista.
Il 25 marzo, nel corso di una spedizione punitiva a Ponte a Moriano, un fascista rimane ucciso. Lo stesso giorno, mentre s'inaugura il fascio di San Giovanni in Persiceto, un gruppo di squadristi ferisce mortalmente il socialista Pirro Mocci che muore il giorno seguente.
Il 28 marzo, poco dopo l'inaugurazione del gagliardetto fascista di Alessandria, scoppiano incidenti tra gli squadristi, affluiti in massa dal torinese, dal milanese e dal piacentino, e un gruppo di operai. A sostegno dei fascisti intervengono dei militari che lanciano bombe a mano e scatenano una caccia all'uomo nel sobborgo degli Orti. Qui restano uccisi il manovale Vittorio Martini, il cappellaio Ernesto Coscia e il portalettere Giuseppe Pasino.
Lo stesso giorno lo squadrista Rino Moretti rimane ucciso nel corso di una spedizione punitiva a Portomaggiore. Il giorno seguente un'offensiva fascista travolge la zona: i leghisti Pietro Zappaterra (che spirerà due giorni dopo) ed Ettore Balboni feriti mortalmente, la Camera del lavoro è incendiata l'amministrazione municipale socialista di Portomaggiore è costretta alle dimissioni. Sono bruciate dai fascisti anche le leghe di Portorotta, Sandolo e Maiero. A vari dirigenti delle organizzazioni di sinistra sono date alle fiamme le cui abitazioni.
La notte del 29 marzo a Carmignano i carabinieri Vittorio Pucci e Giuseppe Verdini sono assassinati in un agguato. Si scatena la reazione fascista, culminata nel rastrellamento del paese e nell'invasione della Camera del lavoro di Poggio a Caiano dove, durante il discorso tenuto in piazza da Dino Perrone Compagni, un gruppo di comunisti spara e uccide lo squadrista Ettore Cecchi.
Il 30 marzo il segretario della sezione comunista di Buie Francesco Papo è assassinato nella sua osteria da una squadraccia fascista.

#### Aprile
Il 3 aprile a Ferrara il comunista Tullio Zecchi è assassinato da Arturo Breviglieri, tra i fondatori del fascismo ferrarese, il quale si dà alla latitanza.
Il 6 aprile una squadra d'azione ferrarese compie un'azione punitiva a Minerbio. Mentre attraversa la frazione di Cà de Fabbri, dall'auto dei fascisti parte un colpo di pistola verso un gruppo di lavoratori, che sosta a lato della strada, e colpisce Giovanna Giuseppina Pilati, di 5 anni. La bambina morirà du giorni dopo all'ospedale di Bologna.
Viene colpita una bambina di cinque anni, Giovanna Giuseppina Pilati, che muore l'8 aprile in ospedale a Bologna.
L'8 aprile Reggio Emilia è sconvolta da una serie di violenze fasciste: vengono razziate e bruciate in successione la Camera del Lavoro, il circolo Socialista e la redazione del quotidiano social-riformista La Giustizia alla presenza del suo storico fondatore Camillo Prampolini. Lo stesso giorno una spedizione punitiva di fascisti devasta numerose cooperative del casalasco. Vengono bruciate le cooperative di Casalmaggiore, Vicoboneghisio, Vicomoscano, Cappella e Rivarolo del Re. In quest'ultimo paese i fascisti si recano nelle case dei soci e li picchiano selvaggiamente.
Il 9 aprile un comizio del deputato socialista Filippo Vacirca a Ragusa viene interrotto dagli squadristi di Filippo Pennavaria che iniziano a sparare sui presenti. Due contadini socialisti, Rosario Occhipinti e Carmelo Vitale, rimangono uccisi, un terzo, Rosario Gurrieri, morirà qualche settimana dopo le ferite riportate. I feriti sono una cinquantina.
Il 10 aprile, nel corso di una spedizione punitiva a Pontelagoscuro di Ferrara, rimane ucciso lo squadrista Arturo Breviglieri, autore dell'omicidio del comunista Tullio Zecchi.
Il 12 aprile il socialista Luigi Masin è assassinato davanti alla moglie e ai figli a Granzette di Rovigo.
Il 13 aprile il maestro Carlo Cammeo, segretario della federazione socialista provinciale pisana, è ucciso dai fascisti nella scuola dove insegna a Pisa. Il giorno seguente a Livorno scoppiano gravissimi scontri in tutta la città in occasione della visita del re Vittorio Emanuele III. Si segnalano sparatorie in vari quartieri e due civili innocenti restano uccisi dalle pallottole.
Il 15 aprile a Roncodigà di Tresigallo (FE) i fratelli Umberto e Antonio Donati sono uccisi dai fascisti nel corso di un'infuocata assemblea all'interno della locale Lega appena passata sotto il controllo del fascio.
Il 17 aprile una colonna di circa 400 fascisti guidati dal ras Tullio Tamburini e scortati dai carabinieri assalta Vaiano, centro laniero della val di Bisenzio. Una volta arrivati entrati in paese i fascisti iniziarono a sparare all'impazzata uccidendo Guglielmo Vitali ed il diciassettenne Umberto Corona. L'attacco squadristico terminò con il saccheggio e l'incendio della casa del Popolo e di alcune sedi di associazioni operaie e sindacali. A pochi chilometri di distanza, a Campi Bisenzio, un gruppo di fascisti spara sulla folla in piazza. Restano uccisi Giulio Maranghi, Gino Falcini e Gaetano Duilio Ciulli. 
Lo stesso giorno un camion di squadristi cade in un'imboscata presso Foiano della Chiana (AR), dove pochi giorni prima una spedizione punitiva aveva assaltato la Camera del Lavoro. Tre fascisti restano uccisi. Il giorno seguente una possente colonna di squadristi, guidata da Tullio Tamburini, occupa il paese ed inizia ad assassinare sommariamente tutti coloro i quali sono sospettati di essere "sovversivi". L'occupazione fascista di Foiano si protrae per alcuni giorni e in totale verranno assassinate nove persone. Sempre il 17 una spedizione punitiva fascista devasta prima la cooperativa di San Lorenzo de' Picenardi (CR), dove restano ferite 13 persone, poi quella di Piadena, dove si registrano altri tre feriti.
Il 20 aprile una squadraccia fascista alessandrina guidata da Edoardo Torre assalta durante un comizio un circolo socialista ad Acqui Terme. Un colpo di pistola di pistola sparato dagli squadristi ferisce gravemente l'operaia ventisettenne Angela Casagrande che muore dopo due giorni di agonia.
La sera del 21 aprile alcuni giovani fascisti uccidono a colpi di pistola, vicino al Ponte Coperto di Pavia, il principale dirigente del neonato Partito Comunista d'Italia nel pavese nonché ex segretario provinciale della Gioventù Socialista, Ferruccio Ghinaglia, ventunenne. Il giorno dopo il funerale del giovane comunista diventa un'imponente manifestazione di massa per il centro di Pavia.
Il 24 aprile ca. 290 squadristi accorsi a Bolzano da varie regioni italiane attaccano con bombe a mano, pistole e manganelli un corteo del Sindacato sudtirolese socialdemocratico (in tedesco Südtiroler Gewerkschaftsbund) che partecipava all'adunata in occasione della Fiera primaverile annuale. Gli attacchi, chiamati fin dal principio nella stampa locale e in quella austriaca e tedesca "Bozner Blutsonntag" ("domenica di sangue di Bolzano"), culminano nell'uccisione, a colpi di pistola, dell'insegnante di scuola elementare Franz Innerhofer di Marlengo, che si era rifugiato nel portone del palazzo Stillendorf, cercando di proteggere alcuni bambini.
Il 25 aprile a Torino un comunista viene aggredito da tre fascisti. Nella colluttazione la vittima spara per salvarsi e uccide uno squadrista. La sera stessa, circa 200 fascisti armati assaltano la Camera del Lavoro del capoluogo piemontese. Durante le fasi dell'attacco vengono sparati alcuni colpi dall'interno che uccidono uno squadrista. Una volta penetrati all'interno e dopo aver gravemente ferito il custode, i fascisti saccheggiano e devastano l'edificio.
La notte tra il 27 ed il 28 aprile a Tromello un gruppo di squadristi penetra nella casa del capolega Giovanni Salvadeo e lo uccide di fronte a moglie e figli a colpi di mazza e pistola.
La sera del 29 aprile una squadra fascista assalta la sezione socialista di Santa Maria in Duno di Bentivoglio dove si stava esaminando il nuovo concordato mezzadrile. Viene assassinato il capolega Amedeo Lipparini.

#### Maggio
Il 1º maggio 1921 l'astensione dal lavoro è pressoché generale, i trasporti sono scortati da fascisti armati e fatti oggetto di colpi di arma da fuoco da socialisti e anarchici, sulla linea Pisa-Viareggio muore lo squadrista Pacino Pacini. A Romagnano Sesia i fascisti disperdono un corteo a colpi di pistola, uccidendo un comunista e ferendone due; conflitti a fuoco a Roma, Rieti, provincia di Milano e di Udine; ucciso il socialista Francesco Segurini a Ravenna, l'anarchico Primo Francescotti e il cattolico Stefano Barilli a Cavriago, il ferroviere Stefano Fiorani a Piacenza, un ferroviere a Napoli. A Trieste viene ucciso il fascista Giovanni Comisso e in rappresaglia assaltato il quotidiano comunista Il Lavoratore. Assaltate Camere del lavoro e sedi socialiste in province di Bari, Rovigo ed Udine.
Il 2 maggio a Viareggio diversi gruppi di squadristi assaltano e vandalizzano la Camera del Lavoro e la Lega dei maestri d'ascia e calafati, di cui rubano il vessillo. La notte del 4 maggio 1921 ad Ariano nel Polesine tre squadre fasciste, prelevarono il sindaco del paese Ermenegildo Fonsatti, il capolega Celio Celeghin e il medico Sem Sanesi. Dopo essere stati pestati, torturati e legati con i fil di ferro, i tre vennero abbandonati moribondi presso l'argine del Po. Fonsatti rimase ucciso mentre gli altri due sopravvissero.
Il 5 maggio la provincia di Reggio Emilia è colpita da due spedizioni fasciste, entrambe con esiti mortali. A Luzzara infatti una squadraccia assassina l'anarchico Riccardo Siliprandi. A Rubiera, dove da mesi l'amministrazione e la dirigenza socialista sono oggetto di aggressione da parte dei fascisti, vengono uccisi dagli squadristi i comunisti Nino Neviani, di soli diciassette anni, e Armando Morselli. Il 7 maggio a Fossato di Argenta una squadraccia fascista tortura ed assassina l'ex-consigliere comunale socialista Natale Gaiba.

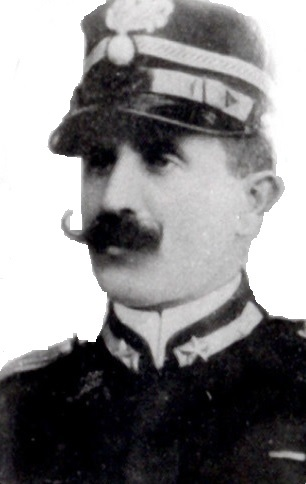
Il Maresciallo Maggiore Faustino Facchetti, vittima degli squadristi a Cittadella

L'8 maggio 1921 avvengono i fatti di Cittadella: per liberare cinque squadristi arrestati dai Reali Carabinieri, squadre d'azione provenienti da varie località del Veneto assaltano la locale stazione dei carabinieri. Tre squadristi (Angelo Boscolo Bragadin, Giovanni Battista Fumei e Vittore Mezzomo) e il comandante della guarnigione (il Maresciallo Maggiore Faustino Facchetti) rimangono uccisi negli scontri.

Pietro Marsich, Segretario del Fascio di Venezia.

Tra il 10 e l'11 maggio 1921 un gran numero di squadristi armati di moschetti e alla guida di Pietro Marsich, reduci da una spedizione a Borgomeduna di Pordenone ai danni di alcuni sindacalisti, del sindaco e dell'avvocato Giuseppe Ellero (che pochi giorni dopo sarà eletto deputato nelle file dei socialisti) assaltano il quartiere di Torre. Vengono respinti dalle barricate erette dagli abitanti scesi in armi ma riescono comunque a entre in Torre, devastandola, quando le barricate vengono smobilitate a seguito delle promesse di un ufficiale alla testa di alcuni reparti del Regio Esercito che garantisce sicurezza ai resistenti capeggiati da Pietro Sartor, salvo poi non mantenere gli accordi presi. Le violenze fasciste origineranno uno sciopero di tre giorni.
L'11 maggio a Spezia i fascisti incendiano nuovamente la Camera del Lavoro e la sede dell'Unione Sindacale Italiana.
L'11 maggio uno squadrista resta ucciso durante uno scontro con i popolari a Bagnolo Cremasco (CR).
Il 13 maggio a Favaro di Biella (NO) il consigliere provinciale socialista Eriberto Ramella Germanin è ucciso a colpi di pistola fuori dalla sua trattoria da una squadra fascista. Rimane ferito gravemente anche il fratello della vittima Edmondo.
Il 15 maggio si tengono le elezioni il rinnovo della Camera dei deputati: il Partito Socialista, seppur in calo, si conferma prima forza. A Cremona il deputato popolare Guido Miglioli è picchiato dai fascisti e ricoverato per le ferite.
Il 16 maggio a Viareggio vengono uccisi Nieri e Paolini durante scontri tra opposte fazioni politiche. A Bologna l'anarchico Aldo Tugnoli, accorso in aiuto ad una militante socialista aggredita da alcuni fascisti, è ferito mortalmente a colpi di pistola davanti alla sua casa di Bologna. Muore due giorni dopo. A Cremona una pattuglia di guardie regie apre il fuoco contro un gruppo di braccianti socialisti che avevano circondati un gruppo di fascisti che li aveva aggrediti: restano uccisi Angelo e Pietro Zighetti. 
Nello stesso giorno a Udine, gli squadristi assaltano la tipografia San Paolino, dove si stampa il giornale cattolico Il Friuli. I locali vengono devastati e si tenta anche di incendiare l'Arcivescovado adiacente. A Spezia il Partito Socialista indice una manifestazione di protesta contro le violenze avvenute durante le elezioni. Ben presto scoppiano incidenti tra manifestanti e forze dell'ordine che aprono il fuoco sulla folla: 2 morti e 13 feriti. Il giorno seguente nella cittadina ligure l'agente investigativo Matteo Rocchieri mentre si apposta in borghese nei pressi dell'Ansaldo San Giorgio, è riconosciuto da alcuni operai tra gli agenti che avevano partecipato alla sanguinosa repressione della manifestazione del 16. Inseguito, Rocchieri viene raggiunto e ucciso a bastonate.
Il 19 maggio viene ucciso da un anarchico nella stazione di Rimini il dirigente fascista locale Luigi Platania. Tre giorni dopo una colonna di squadristi bolognesi, di ritorno da una serie di spedizioni punitive nel riminese, attacca il villaggio di Santa Giustina e uccide tre civili (Ferdinando Samuelli Amati, Pierino Vannoni e Salvatore Sarti).
Nella notte tra il 21-22 maggio in uno scontro a fuoco con gli antifascisti posti a difesa della Camera del Lavoro di Sestri Ponente rimane ucciso lo squadrista Manlio Cavagnaro.
Il 22 maggio una squadra fascista bussa alla porta del consigliere comunale socialista Adriano Guiduzzi a Sant'Agata Bolognese. Si affaccia alla finestra la madre di quest'ultimo Agata Pizzi. I fascisti aprono il fuoco, la feriscono gravemente e poi penetrano in casa in cerca del figlio senza soccorrerla. La donna muore in ospedale quattro giorni più tardi. Lo stesso giorno a Medelana di Ostellato, una squadraccia fascista assalta e distrugge la locale Casa del Popolo. Nel corso delle violenze viene assassinato il comunista Rino Cenacchi.
Il 25 maggio il birocciaio Enrico Bonoli, socialista, è gramente ferito a bastonate da una squadra fascista a Castel Guelfo di Bologna. Morirà il 18 giugno successivo.

Il 27 maggio, durante una spedizione punitiva notturna, i fascisti uccidono il comunista Ernesto Loschi nei dintorni di Novellara. Pochi giorni dopo il comune emiliano fu commissariato.

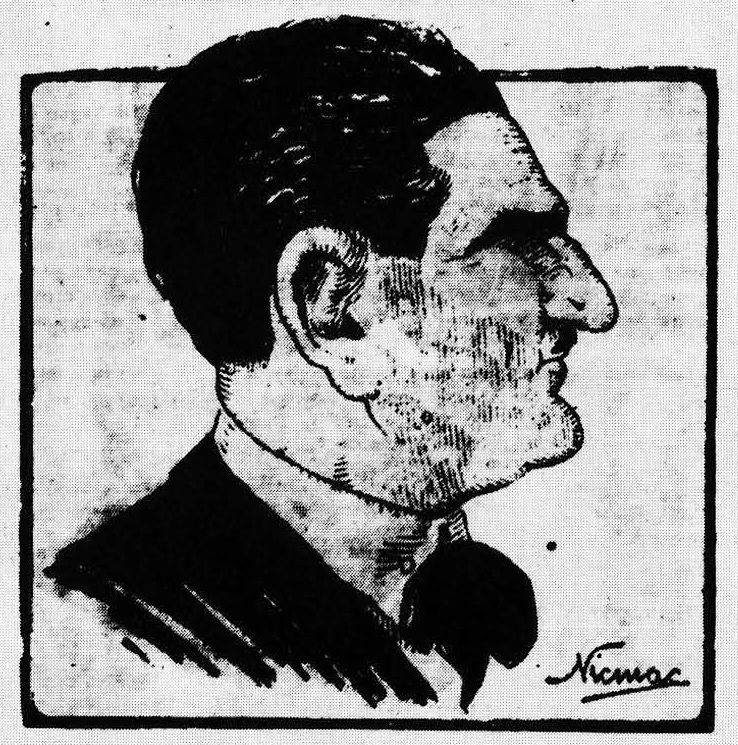
Giuseppe Di Vagno, Ritratto di Nicola Macina, 1922

Il 30 maggio, a Conversano durante le celebrazioni per la vittoria nelle elezioni politiche del socialista Giuseppe Di Vagno un gruppo di fascisti locali, aiutati da una squadra proveniente da Cerignola, attenta senza successo alla vita del neo eletto deputato. Nella sparatoria muore il socialista Cosimo Conte e rimangono feriti 9 contadini. Tra gli attentatori rimane ucciso uno degli aggressori fascisti, tale Ingravalle. Di Vagno in questa occasione si salva, ma sarà comunque il primo deputato ucciso dai fascisti solo pochi mesi dopo.

#### Giugno

Lo squadrista senese Rino Daus, ucciso dai socialisti a Grosseto il 29 giugno 1921

Il 2 giugno durante una spedizione punitiva a Carrara, una squadraccia, capitanata da Amerigo Dumini e Dino Castellani, assassina il socialista Renato Lazzeri e sua madre Giselda Bianchi, frappostasi tra i fascisti e suo figlio nel tentativo di salvare la vita a quest'ultimo.
Il 4 giugno è assassinato dai fascisti presso Piadena (CR) il socialista Carlo Soldi.
La notte del 5 giugno a Fiorenzuola d'Arda il socialista Carlo Molinari, 19 anni, figlio dell'ex-sindaco del paese, è assassinato in un agguato fascista. Il fratello Giovanni resta gravemente ferito.
La notte dell'8 giugno lo squadrista Vincenzo Alferano viene ucciso mentre pattuglia le strade di Valenza in cerca di antifascisti.
Il 13 giugno a Casaglia il capolega socialista Giovanni Ranuzzi è assassinato a manganellate in testa da una squadraccia fascista.
Il 15 giugno, giornata delle elezioni nazionali,si contano in tutt'Italia decine di morti. A Castelnuovo Scrivia, i fascisti Giuseppe Torti e Raimondo Suigo, che assieme ad altri squadristi avevano teso un'imboscata ad un gruppo di comunisti, rimangono uccisi nel corso dello scontro a fuoco. Squadre fasciste devastano le cooperative socialiste di Cappella de' Picenardi, Martignana di Po, Agoiolo e San Giovanni in Croce (CR).
Il 26 giugno a Santa Maria Maddalena di Occhiobello i fascisti assassinano nel corso di una spedizione punitiva il socialista Andrea Fei.
Tra il 28 e il 30 giugno avvengono i primi scontri a Grosseto, fino ad allora non toccata dalla guerra civile. Il 28 una squadra d'azione di Siena compie una spedizione a Grosseto, percuotendo antifascisti fino a contare un morto e cinque feriti. Il giorno successivo avviene l'agguato a Rino Daus, di guardia al bivacco squadrista a Porta Nuova, con conseguente rappresaglia fascista contro la Camera del lavoro, la tipografia de Il Risveglio e vari luoghi di ritrovo socialisti e comunisti. Il 30, ancora per vendicare la morte di Daus, numerose squadre d'azione convergono su Grosseto in assetto di guerra, sconfiggendo antifascisti e carabinieri e occupando la città. Muoiono tre squadristi e si contano trenta feriti.

#### Luglio

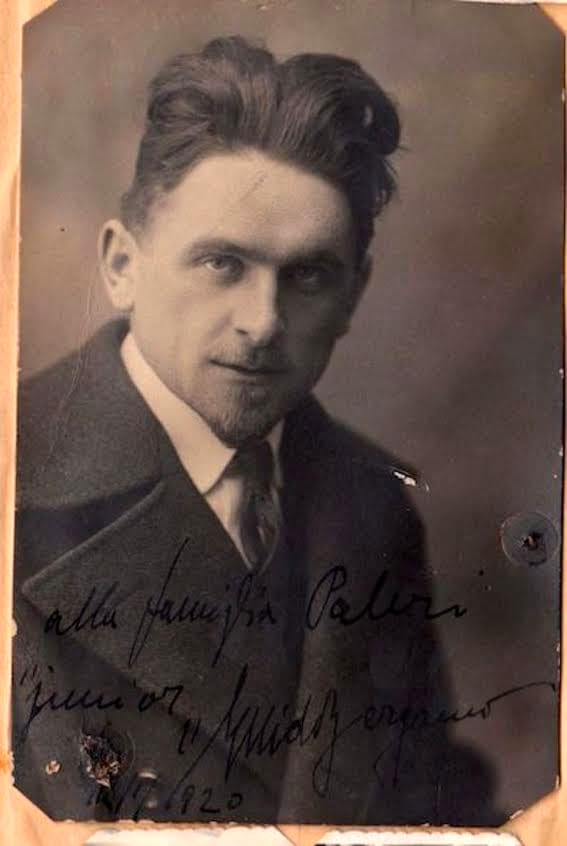
L'on. Guido Bergamo, alla testa dei resistenti in occasione dell'assalto squadrista a Treviso

I comunisti Pietro Sartor e Tranquillo Moras sono oggetto di un'imboscata nel corso di Pordenone. Moras, ferito da un colpo di pistola all'inguine, morirà il 22 luglio successivo.
Il 6 luglio 1921 a Cà Tron di Roncade una quindicina di squadristi provenienti dal Fascio di Piove di Sacco dà seguito alle minacce contro il sindacalista socialista Rampin, impegnato a supportare le proteste dei contadini locali, e cala in due fasi sul paese devastando le abitazioni del sindacalista e di un suo sostenitore che viene malmenato prima che la popolazione riesca ad allontanare gli squadristi.
Il 9 luglio 1921 a Sant'Ambrogio in Fiera un manipolo di una quindicina di fascisti giunti a bordo di un camion proveniente da Cà Tron assalta e devasta la locale cooperativa del lavoro affiliata al PSI con petardi, rivoltelle e fucili e provocano disordini in tutto il quartiere causando due feriti. Lo stesso giorno una spedizione punitiva fascista a Bedizzano di Carrara uccide l'anarchico Grassi.
Il 10 luglio a Berra una squadra fascista invade le case di alcuni socialisti del paese e li bastona. La moglie di uno di essi, Zaira Turati, cerca di difendere il marito e rimane ferita mortalmente.
L'11 luglio a Torano di Carrara i fascisti uccidono il comunista Ercole Bonvicini e feriscono altri quattro antifascisti. Lo stesso giorno una squadra fascista, guidata dal ras Renato Ricci aggredisce l'avvocato Vico Fiaschi e lo pesta a sangue.
Il 13 luglio a San Prospero di Imola i fascisti uccidono il bracciante anarchico Ugo Masrati.
Tra il 12 e 14 luglio 1921 ha luogo l'assalto squadrista a Treviso, città in cui il radicamento fascista è molto ridotto, a fronte dell'attivismo dei Popolari e dei Repubblicani che si riferiscono rispettivamente ai deputati Luigi Corazzin e Guido Bergamo, quest'ultimo reduce interventista di sinistra, volontario, ex ufficiale, pluridecorato. Una massa di circa 1500 squadristi armati di moschetti, mitragliatrici ed esplosivi di vario tipo e mobilitati tra 247 Fasci diversi di almeno 7 province raggiunge Treviso su decine di camion, mette fuori uso la stazione telegrafica della città e occupa la città agli ordini di Gino Covre (segretario del fascio di Udine), Pietro Marsich (alla guida del Fascio di Venezia) mettendo base e comando nell’albergo Stella D’oro.
Gli squadristi assaltano e devastano la tipografia del giornale repubblicano La Riscossa e la Casa dei Repubblicani situate presso via Manin, la tipografia dei giornali dei Popolari Il Piave e La Vita del Popolo, nonché le sedi del PPI e delle sue cooperative presso piazza Filodrammatici, incendiano l’officina dei fratelli Ronfini, devastano numerosi locali pubblici, feriscono, malmenano diversi passanti e almeno un carabiniere, tentano una sortita contro il quartiere di Fiera dove sono respinti a fucilate e giungono a minacciare e intimidire la prefettura e le forze dell'ordine. Nei giorni seguenti un rastrellamento porterà all'arresto e alla traduzione al carcere cittadino di Santa Bona di una cinquantina di squadristi.
Il 12 luglio una squadraccia spezzina giunge a Portovenere per compiere una spedizione punitiva: viene assassinato a colpi di pistola e pugnale il comunista Giacomo Bastreri.
Il 14 luglio a Consandolo di Argenta una squadra fascista capitanata da un possidente locale penetra in casa del militante comunista Giuseppe Roda. La moglie di quest'ultimo, Luigia Celesta Bergamini, cerca di difendere il marito con una scure ma viene ferita mortalmente a colpi di pistola. Muore qualche giorno più tardi.
Il 15 luglio a Tendola di Fosdinovo viene ucciso il nazionalista Pietro Procuranti. Due giorni dopo, una volta finiti i funerali di Procuranti, una colonna di squadristi carraresi guidata dal ras Renato Ricci assalta il vicino borgo di Monzone, assassina a coltellate il ferroviere Dino Rossi e l'operaio Rino Garfagnini. Successivamente gli squadristi seminano il terrore sparando all'impazzata per le strade e saccheggiando la locale cooperativa. Una volta lasciata Monzone i fascisti carraresi attaccano Santo Stefano Magra dove uccidono Luigi Dell'Amico e Edoardo Vannini, feriscono una quindicina di persone e rubano in alcune case. Nonostante il divieto imposto dai carabinieri di entrare a Sarzana la colonna fascista, abbandona i camion e s'incammina lungo i binari della Pontremolese. Gli squadristi continuano i loro attacchi uccidendo l'anarchico Rinaldo Spadaccini. Allertati dalla popolazione terrorizzata, gli Arditi del Popolo sarzanesi scendono in strada e affrontano con le armi, spalleggiati da numerosi contadini, i fascisti: muore lo squadrista Venanzio Dell'Amico. Intervengono finalmente i carabinieri e Ricci e gli squadristi vengono arrestati.
Il 17 luglio una squadra fascista attacca il circolo familiare socialista di Lodi Vecchio: viene assassinato il socialista Mario Quintini.
Continuano le violenze ad Imola: il 18 luglio 1921 è ucciso presso il Santuario della Beata Vergine del Piratello il simpatizzante fascista Ugo Argilli. Il giorno seguente si scatenano nuovi gravissimi scontri tra i fascisti e gli anarchici: resta ucciso l'anarchico Vincenzo Zanelli e rimane ferito mortalmente lo squadrista Francesco Nanni che spirerà il giorno seguente.
Il 21 luglio 1921 si verificano i cosiddetti fatti di Sarzana. All'alba circa cinquecento squadristi toscani prepararono una spedizione punitiva contro la città di Sarzana con lo scopo di liberare Renato Ricci, uno dei massimi esponenti dello squadrismo, incarcerato per le violenze compiute nei giorni precedenti. I fascisti però trovarono la strada sbarrata da un reparto di Guardie regie e carabinieri, e dopo un breve scontro a fuoco con questi, i fascisti in parte si asserragliarono nella stazione ferroviaria, e in parte fuggirono per i campi trovando l'opposizione dei cittadini, i quali esasperati da mesi di violenze diedero la caccia ai fuggitivi. Nel pomeriggio le istituzioni locali accondiscendenti con i fascisti, liberarono Ricci e prepararono un treno per evacuare gli squadristi. I fatti di Sarzana rappresentano uno dei pochi episodi di resistenza antifascista spontanea in risposta alle iniziali violenze squadriste.
Sull'eco dei fatti di Sarzana, nella notte tra il 21 ed il 22 luglio a Cascina i fascisti guidati dal ras Domenico Serlupi entrano in una trattoria intimando all'oste Luigi Benvenuti di issare la bandiera a lutto e ai presenti alzarsi in piedi in omaggio agli squadristi morti. Ne nasce una rissa dove Serlupi spara e uccide Benvenuti e un fascista (quest'ultimo involontariamente). Lo stesso Serlupi nello scontro rimedia una coltellata che ne causerà la morte il giorno successivo. Il 22 luglio a Fossola di Massa una squadraccia fascista assassina gli operai Pietro Piccini, Gino Colombini e Giuseppe Chiappini adducendo come pretesto la volontà di vendicare i morti di Sarzana. Sempre sull'onda di questi avvenimenti una squadraccia il 23 luglio assassina a Santo Stefano a Macerata di Cascina Archimede Bartoli, figlio di un consigliere comunale socialista.
Il 24 luglio 1921 avviene il massacro di Roccastrada. Durante la spedizione formata da circa 70 fascisti (25 di Grosseto, 5 di Firenze, circa 40 di Pisa), a seguito del ferimento a morte di un componente della squadra d'azione, vengono uccisi 10 uomini scelti casualmente (fra i quali anche due anziani e uno storpio), alcuni dei quali di fronte ai familiari. 15 mandati d'arresto contro comunisti e anarchici catturati, 33 contro i fascisti rimasti latitanti. Lo stesso giorno a Piombino due fascisti rimangono uccisi dall'esplosione dell'ordigno che essi stessi stavano confezionando.
Il 30 luglio a San Carlo di Sant'Agostino è ferito mortalmente il fascista Paolo Accorsi. Lo stesso giorno a Cornacervina di Migliarino è ucciso lo squadrista Romildo Squarzoni.

#### Agosto

Tito Zaniboni e Giacomo Acerbo, firmatari del patto di pacificazione tra socialisti e fascisti.

Il 2 agosto il bracciante socialista Ferdinando Bandiera è assassinato dai fascisti a Molinella.
La notte tra il 2 ed il 3 agosto, durante una spedizione punitiva a Praticello di Gattatico, rimane ucciso lo squadrista Italo Tedeschi.
Il 3 agosto 1921 viene firmato il Patto di pacificazione tra fascisti e socialisti, ma le violenze da ambo le parti continuano.
Il 9 agosto a Bagnacavallo, durante una lite, un fascista uccide il socialista Giulio Melandri, fratello del locale sindaco. Il giorno seguente nella vicina Lugo gli squadristi si aggirano per le strade aggredendo e bastonando chiunque capiti a tiro. Verso sera uccidono in uno scontro a fuoco il comunista Supremo Randi. Per vendicare il compagno caduto, alcuni antifascisti lughesi uccidono a loro volta due squadristi che avevano partecipato alla sparatoria costata la vita a Randi. In una sanguinosa catena di eventi i fascisti devastano e saccheggiano alcune istituzioni socialiste come cooperative e circoli.
Il giorno seguente un gruppetto di Arditi del Popolo ravennati guidati da Alberto Acquacalda si dirige in automobile a Lugo per contrastare le violenze fasciste. Costretti a fermarsi per un guasto al veicolo, sono riconosciuti e aggrediti dai fascisti a pugnalate e colpi di pistola. Acquacalda muore qualche ora dopo all'ospedale di Lugo per le ferite.
L'11 agosto a Suzzara fascisti travestiti da Arditi del Popolo aprirono il fuoco nella piazza del paese. Resta ucciso l'undicenne Dante Poli. L'11 agosto nel sobborgo livornese di Ardenza, durante degli scontri tra arditi del popolo, fascisti e guardie regie, gli anarchici Amedeo Baldasseroni e Averardo Nardi sono assassinati dallo squadrista Tito Torelli. Il 12 agosto a Mazzorno Destro di Taglio di Po in uno scontro tra fascisti e socialisti muore il bracciante Giacomo Crepaldi.
Il 14 agosto a Canolo di Correggio, il piccolo proprietario terriero Aristodemo Cocconi, socialista, è assassinato da una squadraccia durante una spedizione punitiva. Il 16 agosto a Palaia due fratelli fascisti di Montefoscoli uccidono il segretario comunale Silvio Rossi.
Il 19 agosto, mentre Gavorrano viene occupata dagli squadristi, i carabinieri cercano di bloccare alle porte del paese i socialisti locali accorsi nel frattempo dalle miniere e decisi a cacciare i fascisti. Negli scontri con i militi muore l'Ardito del Popolo Giovanni Pastasio.
Il 28 agosto in località Poggetto di Pieve di Cento viene assassinato da un gruppo di socialisti il fascista quindicenne Luigi Vaccari.

#### Settembre
Il 4 settembre a Mezzolara di Budrio (BO) un gruppo di socialisti assalta un ritrovo fascista per vendicare una bastonatura avvenuta il giorno precedente. Negli scontri muore Ferdinando Brazzi, che passava casualmente sul posto, e resta ferito mortalmente il socialista Aldo Vecchi. I fascisti approfittano della morte di Brazzi per scatenare un clima di terrore contro la locale giunta rossa. Budrio è occupato da squadre fasciste, il sindaco è bastonato e costretto la dimissioni così come i suoi assessori. Viene letteralmente assediato nella sua casa per alcuni giorni il segretario della Camera del Lavoro Luigi Fabbri. Sempre il 4 settembre, nel corso di una spedizione punitiva a Partino di Palaia, muore lo squadrista Aldo Mazzei.
Il 6 settembre, durante una spedizione punitiva a Pieve d'Olmi (CR), resta ucciso il fascista Sigifredo Priori.
La notte tra l'8 e il 9 settembre una squadraccia di Mordano cerca di assaltare la Casa del Popolo di Bagnara di Romagna (RA) ma viene respinta. Nello scontro resta ucciso un fascista. Sulla via del ritorno gli squadristi feriscono un passante, il trentenne Giuseppe Gulmanelli, che muore due giorni dopo.
L'11 settembre a Colonnata di Carrara in una sparatoria resta ucciso lo squadrista Alcide Andreani. Lo stesso giorno un gruppo di fascisti assassina nella sua casa di Scarlino il capolega socialista Gabriello Dani.
Tra il 12 e il 13 settembre avviene l'occupazione di Ravenna. Durante i festeggiamenti per il sesto centenario dalla morte di Dante, tremila squadristi comandati da Balbo, Grandi, Caradonna e Misuri entrano a Ravenna, assaltano la Camera del Lavoro, sedi di partiti e cooperative socialiste e bastonano preti.
Il 17 settembre a Massa Lombarda è ucciso a bastonate da una squadra di fascisti bolognesi con i quali s'imbatte casualmente l'operaio socialista Antonio Ghiselli.
Il 18 settembre a San Frediano a Settimo di Cascina in una sparatoria tra squadristi e arditi del popolo muoiono Paris Profeti, segretario della gioventù socialista di Pontedera, e l'operaio anarchico Corrado Bellucci.
Il 19 settembre una squadra fascista uccide a San Rocco di Guastalla il comunista Paolino Mantovani. Il 20 settembre una spedizione punitiva fascista attacca una riunione di mattonai a Capanne di Montopoli val d'Arno: restano uccisi gli operai Altibano Gronchi e Ugo Susini.

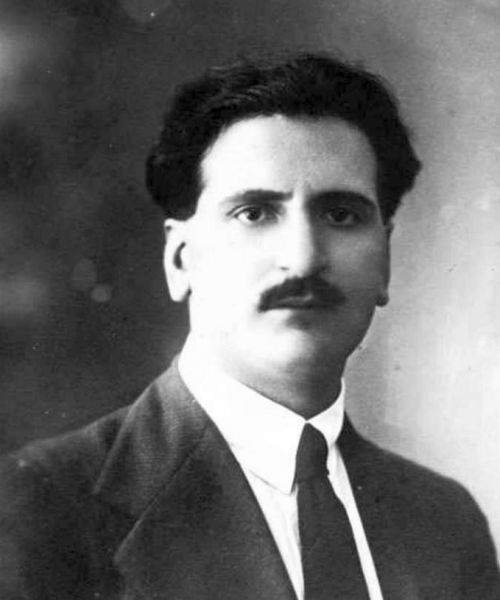
Giuseppe Di Vagno

Il 25 settembre a Mola di Bari il deputato socialista Giuseppe Di Vagno, già oggetto di aggressione fascista mesi prima a Conversano, viene ferito a colpi di pistola e bomba a mano da una squadra fascista. Muore il giorno successivo. Sempre il 25 settembre a Pilastri di Bondeno il militare in licenza Mario Ferri, socialista, è assassinato da alcuni fascisti nel corso di una perquisizione. A Monselice un fascista uccide con un pugno il carrettiere Pasquale Usagi. La notte del 25 settembre un gruppo di fascisti aggredisce a bastonate due socialisti nella campagna di Camerlona di Ravenna. Uno dei due feriti, il pastore Agostino Lolli, muore in ospedale due giorni più tardi per le ferite.
Il 26 settembre 1921 avvengono i fatti di Modena. Un commissario di polizia viene percosso dagli squadristi, in quanto non si è tolto il cappello di fronte a un gagliardetto di reduci di guerra. Ne seguono tensioni tra le due parti, che provocano sanguinosi scontri che provocano la morte di tre guardie regie e di otto squadristi con numerosi feriti, tra cui il deputato Marco Vicini. Viene sollevato dall'incarico il questore e arrestati il commissario di polizia e due agenti.

#### Ottobre
La sera del 7 ottobre, il giorno dopo che era terminato lo sciopero ai cantiere navale di Monfalcone, i cantierini Giuseppe Nicolausig e Dioniso Rizzardini vengono assassinati a colpi di pistola da due fascisti nei pressi dello stabilimento monfalconese.
Il 16 ottobre a Villa Prati di Bagnacavallo Paolo Valenti, segretario della sezione comunista di Traversara, è sorpreso da una squadra fascista mentre aggiusta la sua bicicletta. Viene aggredito a bastonate e, infine, ucciso a colpi di pistola all'interno della locale Casa del Popolo dove aveva cercato rifugio invano. La scena avviene davanti a una numerosa folla che stava partecipando ad una funzione religiosa e che viene dispersa a colpi di pistola.
Il 29 ottobre a Conselice l'anarchico Domenico Veronesi,  è ferito a bastonate in testa e infine finito a colpi di pistola da uno squadrista per aver acquistato poco prima in edicola una copia del quotidiano antifascista Il Paese.

#### Novembre
Il 4 novembre il sindacalista e Ardito del Popolo Umberto Degoli rimane ucciso in uno scontro a fuoco durante l'assalto alla sede del fascio di Cadelbosco di Sopra (RE).
La sera del 9 novembre, una volta terminata la cerimonia d'inaugurazione del fascio di Fontanelice (BO), un gruppo di squadristi aggredisce a colpi di pistola e coltelli un gruppo di socialisti tra cui il sindaco. Resta ferito gravemente il capolega dei braccianti Domenico Bubani che muore il 12 settembre successivo.
Tra il 9 e il 13 novembre è organizzato a Roma il congresso costitutivo del Partito Nazionale Fascista (PNF). Squadristi affluiscono da tutta Italia nella capitale. Il 9 novembre, alla stazione ferroviaria di San Lorenzo, i fascisti uccidono il ferroviere Guglielmo Farsetti. Nei giorni successivi tutto San Lorenzo (all'epoca un quartiere popolare caratterizzato da una forte presenza operaia e artigiana) è teatro di una tenace lotta di strada contro i fascisti, che non riescono a prevalere contro la resistenza degli abitanti; si registrano scontri in tutta la città; in cinque giorni il bilancio è di sette morti e duecento feriti.
L'11 novembre il politico socialista cremonese Attilio Boldori è sorpreso nelle campagne da una squadraccia, inseguito e ferito mortalmente a bastonate nelle campagne di Casalbuttano ed Uniti.
Il 12 novembre ad Alberone di Ro Ferrarese il socialista Rizziero Granata è trascinato fuori dalla sede del locale sindacato operaio assieme al figlio e assassinato a manganellate da una quarantina di fascisti. A Solarolo Monasterolo (CR) vengono assassinati i socialisti Francesco Dioli e Angelo Pizzetti.
Il 13 novembre a San Martino in Rio (RE) il comunista Agide Barbieri è ucciso da un fascista di Carpi. Lo stesso giorno tra Albarea e Villanova è ucciso da un gruppo di fascisti il socialista Augusto Melloni.
Il 17 novembre a Ganzanigo di Medicina (BO) il socialista Ugo Morara cerca di soccorrere il padre che, assieme ad altri socialisti, stava venendo pestato da un gruppo di squadristi nel locale circolo. Picchiato selvaggiamente a sua volta, cercò rifugio nella vicina casa della fidanzata, ma venne prelevato a forza e trascinato in strada dove fu ucciso a colpi di bastone in testa.
Il 21 novembre, nel corso di una spedizione punitiva casa per casa a Villa Serraglio di Massa Lombarda (RA), i fascisti feriscono a colpi di pistola il contadino cinquantenne Giuseppe Cavalazzi che viene poi finito a manganellate.

### Dicembre
L'8 dicembre a Castelnovo Bariano una squadra fascista uccide il socialista Stefano Ravagnani. Nel corso dell'aggressione gli squadristi uccidono involontariamente un loro camerata intento a colpire Ravagnani.

### 1922

#### Gennaio
La notte di Capodanno è assassinato in un agguato fascista davanti alla cooperativa di Pieve Cesato di Faenza lo storico dirigente socialista locale Natale Fontana.
L'8 gennaio ad Alberone di Cento il socialista Giuseppe Balboni è ucciso a bastonate da un fascista.
La sera del 9 gennaio, mentre rientrava dalla caserma dei Carabinieri, il dirigente socialista Luigi Sasdelli è assassinato in un agguato fascista nella piazza di Casola Valsenio.
L'11 gennaio il comandante delle squadre d'azione di Prato Federico Guglielmo Florio è ferito mortalmente da un comunista da tempo vittima delle violenze e dei soprusi di Florio. Morirà sei giorni dopo. Alla notizia della morte di Florio i fascisti locali scatenano un'ondata di violenze senza precedenti: la Camera del Lavoro e la Lega Laniera sono saccheggiate e bruciate. Sono assaltate anche altre istituzioni come circoli, cooperative, associazioni operazione e la tipografia dove si stampa il settimanale socialista Il Lavoro. Si registrano numerose violenze e aggressioni squadriste contro gli antifascisti locali. Le forze dell'ordine, in combutta con i fascisti, arrestano molti oppositori al fascismo allestendo un insieme di prove false volte a dimostrare l'esistenza di complotto comunista alla base del delitto.
Il 26 gennaio a San Ferdinando di Puglia il socialista Antonio Dicorato, decorato al valore, è assassinato da una squadraccia fascista all'interno della locale Camera del Lavoro.

#### Febbraio
Il 7 febbraio, durante una spedizione punitiva a Sommo (CR) è ucciso il socialista Aristide Dondi.
Il 15 febbraio una spedizione punitiva di fascisti spezzini a Serra di Lerici, paese del deputato socialista Angelo Bacigalupi, viene affrontata da un gruppo di Arditi del Popolo. Resta ucciso lo squadrista Alberto Landini mentre l'ardito comunista Stefano Gabriele Paita rimane ferito mortalmente. Morirà due settimane dopo.
Il 16 febbraio, lo squadrista lodigiano Marazzina, ricercato per omicidio, resta ucciso mentre aggredisce un assessore socialista ad Agnadello (CR).
Il 19 febbraio, al termine dei funerali di Landini, il fascista Francesco Podestà è ucciso dagli Arditi del Popolo in un agguato nel centro di Spezia. Poco dopo, come ritorsione per l'omicidio di Podestà, i fascisti assaltano il circolo ferrovieri e feriscono a bastonate il comunista Umberto Bizzoccoli che morirà dopo due giorni d'agonia.
Sempre il 19 febbraio a San Martino Siccomario il muratore socialista Eliseo Davagnini è assassinato a colpi di pistola da una squadraccia fascista.

#### Marzo
Il 3 marzo 1922, nello Stato libero di Fiume, i fascisti guidati da Francesco Giunta, alleati ai nazionalisti e appoggiati anche dal 26º battaglione di fanteria di stanza a Fiume, mossero all'assalto del palazzo del governatore occupandolo. Questa è una versione dei fatti esclusivamente di parte e soprattutto non trova conferma nei documenti dell'epoca, vedi documenti dell'archivio fiumano e libro "Fiume-10 gennaio 1921-23 marzo 1922" di Ernesto Cabruna Capo del Consiglio Militare. Il governatore Riccardo Zanella fu costretto a rassegnare le dimissioni. Giovanni Giuriati fu nominato commissario straordinario.
Il 5 marzo un gruppo di tre fascisti in bicicletta perlustrano la frazione di Giovecca di Lugo compiendo violenze e atti intimidatori. Ad un certo punto s'imbattono in due lavoratori, il trentaduenne Francesco Babini e il ventiquattrenne Domenico Caranti, comunista, e sparano contro di loro alcuni colpi di pistola ferendoli mortalmente. Babini morirà alcune ore più tardi, mentre Caranti spirerà l'11 marzo successivo.
Il 12 marzo una colonna di squadristi fascisti spara contro alcuni socialisti a Coenzo di Sorbolo (PR), muoiono i socialisti Vincenzo Amadei e Mario Rabaglia. Lo stesso giorno una squadra fascista ferisce mortalmente a bastonate il segretario del PSI di Puianello di Quattro Castella Armanno Taneggi che morirà il giorno seguente. A Scandiano (RE) un gruppo di fascisti ferisce il socialista Alfredo Incerti Rinaldi che spirerà qualche giorno dopo come conseguenza di una bastonata.
Il 19 marzo un gruppo di fascisti impegnati aggredisce e uccide il socialista Armando Arduini davanti alla moglie e ai figli di quest'ultimo presso un'osteria di Villa Seta di Cadelbosco di Sopra. Lo stesso giorno, alle porte di Cascina, viene assassinato dai fascisti Comasco Comaschi, anarchico e carismatica guida degli Arditi del Popolo della zona. A Piacenza una squadra fascista assassina all'interno di un'osteria il socialista Gaetano Lupi.
La sera del 29 marzo un gruppo di fascisti assassina in un agguato il socialista Ugo Mezzini ad Idice di San Lazzaro di Savena.

#### Aprile
Il 2 aprile a Marti, in provincia di Pisa, viene assassinato in un agguato da alcuni fascisti Alvaro Fantozzi, segretario della Camera del Lavoro di Pontedera.
Il 3 aprile a Massafiscaglia (FE) il fascista Ennio Saladini, che il giorno prima aveva ferito gravemente a bastonate un socialista è a sua volta ferito dal figlio di quest'ultimo. Per vendicarsi i fascisti dei paesi vicini convergono su Massafiscaglia e riducono in fin di vita, alla presenza dei famigliari il socialista Antonio Bulgarelli, che due giorni prima era scampato alle violenze di Saladini e dei suoi camerati. Bulgarelli muore per le ferite il giorno successivo.
Dopo due giorni d'agonia il 10 aprile muore l'anziano socialista Vincenzo Antonellini, ferito a bastonate da una squadra fascista all'interno di un circolo a Filo d'Argenta (FE).
Il 16 aprile, fuori un'osteria di Cogozzo di Viadana (MN) una squadra fascista assassina il comunista Passicrate Sanfelici.
La sera del 23 aprile lo squadrista Ugo Pepe è ferito mortalmente in un agguato presso Porta Romana a Milano.
La notte del 30 aprile l'operaio socialista Francesco Pessina è accoltellato ad una squadraccia fascista presso la Casa del Popolo di Chiaravalle Milanese. Muore qualche ora dopo in ospedale.

#### Maggio
Il 1º maggio 1922 avvengono scontri su tutto il territorio nazionale durante la festa del lavoro. Vengono assaltate e date alle fiamme numerose Camere del lavoro e circoli e cooperative socialiste. Si conteranno alla fine della giornata sei morti socialisti e sei squadristi. Ad Acquapendente viene ucciso il socialista Torindo Zannoni. Mussolini commenta sul Popolo d'Italia: "Da trent'anni a questa parte, non vi fu mai, nella storia del socialismo italiano, 1º Maggio più squallido e funereo di quello del 1922".
Il 21 maggio è assassinato in un agguato a Piombino l'anarchico Lando Landi. La notte del 22 maggio una spedizione punitiva assalta la cooperativa della frazione reggiana di Pieve Modolena. Viene mortalmente ferito il socialista Evaristo Ferretti che spira quattro giorni dopo. Il 23 la Camera del Lavoro di Siena è devastata dai fascisti che picchiano il deputato Fabrizio Maffi. Lo stesso giorno a Venezia gli squadristi e i Cavalieri della Morte (formazione fascista dissidente) assaltano la locale camera del lavoro. Nei violentissimi scontri sono pestati a morte i socialisti Francesco Lanza e Bernardo Borile. Il 24 maggio, anniversario dell'entrata dell'Italia nella Grande Guerra, viene traslata la salma del bersagliere Enrico Toti a Roma. Mentre il corteo transita per il quartiere proletario di San Lorenzo vengono esplosi alcuni colpi. Inizia così una sparatoria che prosegue nel rione Testaccio. Muoiono due operai, un fascista e due guardie regie.
La notte tra il 25 ed il 26 maggio il caposquadra Celestino Cavedoni, ricercato dalla polizia per alcune violente spedizioni avvenute nei giorni precedenti, viene trovato morto dilaniato da un'esplosione in una strada dei sobborgo bolognese di Santa Viola.
Il 27 maggio 1922, per contrastare l'azione repressiva intrapresa contro lo squadrismo da parte del prefetto Cesare Mori, avviene l'occupazione di Bologna. Migliaia di squadristi ferraresi, modenesi e veneti si aggiungono ai bolognesi e occupano la città, comandate dal segretario del PNF Michele Bianchi. Vengono devastate sedi, cooperative e camere del lavoro socialiste e comuniste. Il ritiro avviene il 2 giugno, quando il governo richiama nella capitale il prefetto Mori, trasferendolo come da ultimatum dei fascisti.
La notte del 28 maggio un gruppo di squadristi penetra nella sezione comunista di San Giorgio di Cesena in cerca del comunista Giovanni Collina che qui si era nascosto per fuggire dalle persecuzioni fasciste. Una volta scoperto, il giovane antifascista è ferito a colpi di pistola, cosparso di benzina e bruciato vivo. Dopo cinque giorni d'agonia Collina muore all'ospedale di Cesena.

#### Giugno
Il 22 giugno l'operaio socialista Demetrio Martinelli è ucciso da alcuni fascisti in via del Pratello a Bologna. Il 29 giugno a Cusercoli di Civitella di Romagna il sindacalista socialista Domenico Piolanti è assassinato da un fascista alla presenza dei suoi due figli.
Il 30 giugno i fascisti scatenano gravi incidenti a Faenza (RA). Nei pressi di Porta Ravegnana gli squadristi attaccano un gruppo di antifascisti: resta ferito mortalmente il comunista Vincenzo Montanari che spira tre giorni più tardi.

#### Luglio
Nel luglio del 1922 si intensificano le occupazioni delle città da parte delle squadre d'azione. Il 1º luglio è ucciso dai fascisti il consigliere comunale socialista di Castell'Arquato Pietro Bottarelli, mentre ad Andria è assassinato un fascista. Il 2 luglio a Ripafratta di San Giuliano Terme una squadra fascista guidata dal ras locale Alessandro Carosi penetra nella casa del calzolaio socialista Florindo Noferi e, dopo averlo pestato, lo uccide con un colpo di pistola alla testa. Tra il 3 ed il 5 luglio colonne di fascisti guidati da Achille Starace attaccano Andria distruggendo la Camera del Lavoro, occupando il centro e costringendo l'amministrazione socialista alle dimissioni. Il 5 luglio, nel corso di una spedizione punitiva a Boretto, i fascisti uccidono il comunista Silvio Zani. La notte tra il 7 e l'8 luglio un gruppo di fascisti compie una spedizione punitiva contro una famiglia contadina antifascista a Gazzo: due contadini, tra cui una donna, e uno squadrista rimangono uccisi. Il 9 luglio è ucciso in una rissa un fascista a Casalino, l'anarchico Amadio Lucarelli è assassinato da una squadraccia nelle campagne di Piombino. Il 10 luglio le forze dell'ordine aprono il fuoco contro alcuni manifestanti che protestavano contro l'arresto di alcuni dirigenti socialisti a Lentini: quattro morti. Il 14 luglio una squadra fascista assalta un podere a Castenaso uccidendo il colono socialista Luigi Grilli e ferendo gravemente il fratello di quest'ultimo. Il 15 luglio squadristi armati occupano Tolentino e devastano i circoli socialisti dopodiché si recano nelle cittadine vicine per compiere una serie di spedizioni punitive. Lo stesso giorno i fascisti di Farinacci iniziano ad occupare Cremona. La notte del 15 luglio il fascista Eliseo Bernini è assassinato nei pressi della sua casa nel sobborgo milanese di Turro. La sera seguente una squadra fascista penetra nel circolo "Fratellanza", nel quartiere operaio della Cagnola a Milano e spara: resta ucciso l'operaio ventottenne Ambrogio Moretti e rimangono feriti Ida Beolchi, di soli 6 anni, e altre due persone. La Beolchi morirà il giorno dopo in ospedale.
Il 16 luglio si registrano gravi scontri nella frazione novarese di Lumellogno, dove una spedizione punitiva fascista viene contrastata dalla popolazione locale armata solo di vanghe e forconi. Dopo una violenta sparatoria gli squadristi sono costretti ad una fuga precipitosa nei campi per scampare alla collera della gente. Muoiono sei antifascisti ed un fascista mentre decine sono i feriti. Il 18-19 centinaia di squadristi, comandati da Cesare Maria De Vecchi, iniziano ad occupare Novara, dove negli scontri muore un fascista.
Il 20 l'amministrazione socialista novarese è costretta alle dimissioni dalle violenze fasciste. Tra il 21 ed il 23 luglio i fascisti dilagano nella provincia di Novara dove distruggono e saccheggiano diversi circoli, cooperative e sindacati socialisti. Il 23 è assassinato dai fascisti l'assessore socialista di Barengo Antonio Bensi. I fascisti di De Vecchi terminano le loro scorrerie a cavallo tra le province di Novara e Milano il 24 con l'incendio della cooperativa socialista di Magenta. Il 24 luglio a Rimini è ferito a colpi di pistola l'anarchico Nello Rossi e la fidanzata di quest'ultimo Olga Bondi che spirerà il giorno seguente.
Il 25 luglio 2000 squadristi, principalmente dal milanese e dal cremonese, occupano Casalpusterlengo, comune governato dai socialisti. Viene devastata la Camera del Lavoro. Il 9 agosto successivo il consiglio comunale sarà sciolto e il sindaco Mirotti, oggetti di minacce di morte, bandito dalla città. 
Il 26 luglio si verificano scontri gravissimi tra militanti di vari partiti a Ravenna a causa della costituzione di un sindacato fascista durante un duro sciopero promosso dalla locale Camera del Lavoro. La tensione giunge tra le parti esplode in violenza fisica ed un birocciaio fascista è linciato dai suoi avversari. Le forze dell'ordine aprono allora il fuoco uccidendo nove manifestanti e ferendone almeno 24. Utilizzando come pretesto la morte di Balestrazzi, su ordine di Italo Balbo e Dino Grandi, vengono fatti, convergere centinaia di fascisti armati su Ravenna, dove vengono devastate le sedi delle cooperative (in presenza del segretario Nullo Baldini), circoli e sezioni di partiti antifascisti. Negli scontri muoiono due repubblicani ed un fascista. Una volta preso il controllo della situazione a Ravenna, il 30 luglio migliaia di squadristi dilagano nelle province di Ravenna e Forlì, dove si registrano numerose spedizioni punitive e numerose amministrazioni sono costrette alle dimissioni: è la cosiddetta "colonna di fuoco" di Balbo. Il 30 una spedizione punitiva fascista si con i comunisti e i repubblicani a Cesenatico: muore uno squadrista bolognese. Lo stesso giorno è conquistata dai fascisti Savona. Il 31 luglio viene proclamato dall'Alleanza per il lavoro lo sciopero legalitario per tutelare le libertà sindacali oltreché quelli individuali.

#### Agosto

Barricate durante i Fatti di Parma dell'agosto 1922.

In conseguenza della proclamazione dello sciopero i fascisti lanciano una nuova ondata di violenze su tutto il territorio nazionale con l'obbiettivo di far fallire la protesta sindacale. Il 1º agosto gli squadristi assaltano e distruggono le Camere del Lavoro di Firenze, Siena e Vigevano. 
Il 2 agosto le squadre fasciste, comandate dal ras Silvio Gai, danno il via all'occupazione di Ancona: otto morti e la Camera del Lavoro bruciata. A Bologna i fascisti vanno girano armati per la città per impedire lo svolgimento dello sciopero legalitario. Il tramviere Anselmo Naldi viene prelevato a forza da casa sua da una squadraccia e ferito mortalmente a colpi di pistola: muore dopo tre giorni di agonia. Lo stesso giorno, fascisti convenuti dalle altre città toscane, guidati da Costanzo Ciano e Dino Perrone Compagni si lanciano all'assalto di Livorno. Una squadraccia penetra nella casa del consigliere comunale Pietro Gigli e lo uccide a colpi di pistola insieme al fratello Pilade. Nell'attacco rimane ferita gravemente (resterà cieca) la madre dei Gigli, la settantacinquenne Giulia Cantini. Diversi circoli socialisti e la camera del lavoro livornese vengono devastati, mentre nei quartieri proletari scoppia una guerriglia urbana come forma di autodifesa contro le violenze fasciste che non vengono contrastate dalle forze dell'ordine. Numerosi esponenti della giunta socialista vengono aggrediti e feriti nelle loro case o in strade. Dopo due giorni di scontri il bilancio è pesantissimo: vengono infatti assassinati dai fascisti il consigliere Luigi Gemignani, l'anarchico Filippo Filippetti, il cantierino Gilberto Catarsi, l'anziano Oreste Romanacci e il quattordicenne Bruno Giacobini. Il giorno seguente il sindaco di Livorno Uberto Mondolfi e la giunta vengono costretti alle dimissioni a fronte di gravi minacce personali e i fascisti prendono il controllo della città. Sempre il 2 agosto, a Vicenza, è bruciata dai fascisti la Camera del Lavoro e il circolo dei ferrovieri. A Savona uno studente simpatizzante fascista è ucciso in un agguato, a Sampierdarena, durante un assalto al locale circolo ferrovieri è ucciso uno squadrista, a Novi Ligure le squadre di Edoardo Torre distruggono la camera del lavoro. Gravi scontri ad Imola dove viene ucciso uno studente fascista impegnato in un'azione di repressione contro lo sciopero. Per rappresaglia viene assassinato poche ore dopo l'anarchico e mutilato di guerra Raffaele Virgulti. A Bari gli antifascisti, guidati da Giuseppe Di Vittorio, difendono strenuamente la camera del lavoro per giorni dagli attacchi fascisti: muoiono gli operai Giusto Sale, Giuseppe Passaquindici e Vito Cafaro. Il 3 viene occupato dai fascisti Palazzo Marino, sede del Comune di Milano. Gabriele D'Annunzio arringa dal balcone i fascisti celebrando il fatto. Costretta alle dimissioni l'amministrazione comunale di Pesaro. Vengono, tra l'altro, occupati dalle camicie nere i municipi di Milano, Pistoia, Varese, Alessandria, Firenze, Savona e vengono devastate le sedi e i circoli di socialisti e comunisti. Il 4 agosto riesplode la violenza a Livorno con l'uccisione da parte dei fascisti dell'ex-assessore Luigi Gemignani. Lo stesso giorno ad Alessandria è incendiato dagli squadristi il teatro del Popolo. La sera del 5 agosto i fascisti di ritorno dalla conquista di Ancona, con il supporto delle forze dell'ordine, scatenano una caccia all'antifascista a Fano: viene assassinato il socialista Giuseppe Morelli e ferito mortalmente il comunista Amilcare Biancheria (che muore il giorno successivo). A Modena i fascisti incendiano la camera del lavoro e tre circoli sindacali. A Milano i fascisti incendiano per la terza volta la sede dell'Avanti!. Lo stesso giorno nel capoluogo lombardo restano uccisi tre fascisti nel corso di spedizioni punitive. Il 7 agosto il segretario nazionale del PNF ordina la smobilitazione delle truppe e fa rientrare le squadre d'azione. 
Il 6 agosto a Spezia i fascisti assaltano e devastano la Camera del Lavoro e la Federazione Portuali.
Negli stessi giorni avvengono i fatti di Parma. Nel quadro degli scontri finali precedenti alla marcia su Roma, le squadre d'azione guidate da Italo Balbo assediano la città. Da una parte si trovano 10.000 squadristi, dall'altra il fronte unito antifascista composto da Arditi del Popolo e formazioni di difesa proletaria. Muoiono negli scontri circa 40 squadristi e 5 antifascisti. Il 6 agosto i fascisti lasciano l'assedio. I fatti di Parma rappresentano l'ultima grande vittoria antifascista.
Il 13 agosto il Comitato Centrale del PNF costituisce un "comando supremo di tre persone con il compito dell'esecuzione di ogni movimento di ordine militare che le circostanze e i programmi fascisti avessero a determinare".
Il 19 agosto a Casalpusterlengo (MI), in pieno giorno, la guardia municipale Giovanni Casotti, di fede socialista, è ferito mortalmente da un gruppo di squadristi. Muore dopo qualche giorno di agonia.
Il 20 agosto a Merate (CO) il bracciante Alberto Consonni viene ucciso da una squadraccia lecchese durante una spedizione punitiva. La sera stessa una squadra fascista penetra in un'osteria di San Giovanni in Croce (CR), ferisce a pugnalate l'anziano Carlo Scolari e la moglie Giuseppina Bissolati, accorsa per difenderlo. Nell'aggressione viene ucciso con un colpo di pistola anche l'operaio Angelo Feudatari. I coniugi Scolari moriranno qualche giorno più tardi in ospedale

#### Settembre
Il 22 settembre 1922, a Casignana, carabinieri e fascisti aprirono il fuoco contro i braccianti della cooperativa "Garibaldi", che avevano organizzato un'occupazione di terre di proprietà del principe di Roccella; rimasero uccisi l'assessore socialista Pasquale Micchia e due contadini, Rosario Conturno e Girolamo Panetta, mentre il sindaco Francesco Ceravolo rimase gravemente ferito; questo eccidio concluse tragicamente l'occupazione.

#### Ottobre

Squadristi in marcia su Roma.

Il 1 e 2 ottobre avvengono i fatti della Marcia su Bolzano, ad opera di squadristi fascisti capeggiati da Achille Starace, con la violenta occupazione del municipio e la deposizione del sindaco Julius Perathoner, di lingua tedesca. La notte tra il 2 e il 3 ottobre a Fossombrone una squadraccia si presenta alla porta del comunista Giuseppe Valenti per punirlo per alcune offese rivolte da quest'ultimo contro un fascista il giorno prima. Valenti, temendo per la sua vita, si arma e si nasconde mentre i fascisti gli intimano di uscire. Scoperto uccide gli squadristi Antonio Fiorelli e Furio Fabi e si da alla macchia. Venuto a conoscenza di quanto successo il ras locale Raffaello Riccardi fece convogliare nella zona le alcune squadre dando il via ad una caccia all'uomo e anche a una rappresaglia contro gli antifascisti. Nel corso delle retate venne ucciso a Fossombrone il socialista Antonio Lucchetti, mentre i negozi e le proprietà degli antifascisti venivano devastate e saccheggiate. Dopo giorni di ricerche Valenti venne individuato in un cascinale, legato, pestato e condotto a Fossombrone per un vero e proprio supplizio. Fatto sfilare le vie del paese, dove continuò ad essere picchiato e bastonato dai fascisti, fu poi portato nella sede del fascio dove fu "processato" da un tribunale presieduto da Riccardi e condannato a morte. Una volta emessa la sentenza Valenti fu colpito da due pugnalate infertigli dallo stesso Riccardi e poi portato presso una cava dove fu finito a coltellate e colpi di arma da fuoco.
Il 4 ottobre 1922, all'inaugurazione del Fascio di Casignana partecipò Giuseppe Bottai; contro di lui furono sparati dei colpi di arma da fuoco, e una fucilata ferì al braccio un fascista che faceva parte del suo seguito; per ritorsione, gli squadristi devastarono la casa del presidente della cooperativa "Garibaldi", mentre i carabinieri arrestarono una decina di antifascisti. A tali eventi si ispirò liberamente Mario La Cava per il suo romanzo I fatti di Casignana.
L'8 ottobre nel corso di una spedizione punitiva fascista a Dergano, alle porte di Milano, viene assaltato il circolo socialista "Rinascimento". Scoppia una sparatoria che vede contrapposti squadristi e carabinieri da una parte e antifascisti dall'altra. In questi frangenti viene assassinato l'operaio Domenico Sala e resta ferito a pugnalate il fascista Paolo Grassigli che morirà il 29 ottobre successivo. 

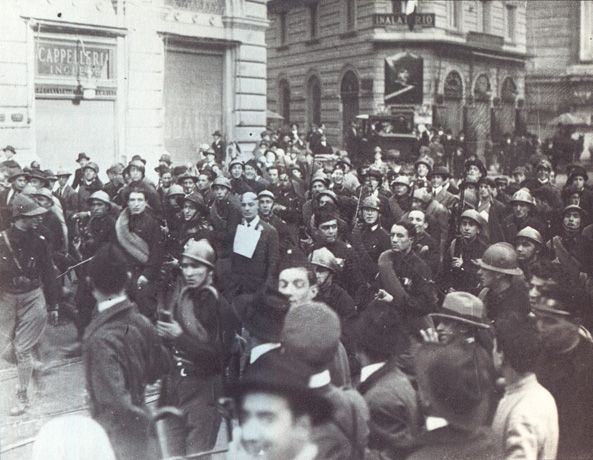
Giuseppe Lemmi, aggredito e dileggiato per le strade di Roma dai fascisti.

Tra il 27 e il 31 ottobre avviene la Marcia su Roma e l'occupazione contemporanea di pressoché tutti i centri cittadini italiani. La prima è Siena, la sera del 27, tutti gli altri tra il 28 e il 29, il 29 Mussolini ottiene l'incarico di formare un nuovo governo. Il 30 ottobre 1922 tutte le colonne fasciste entrano a Roma. Lungo la via Nomentana i fascisti uccidono Gherado Paoletti, un guardiafili intento a lavorare. Verso le 17:30, a marcia ormai conclusa, gruppi di squadristi toscani assaltarono il quartiere di San Lorenzo con l'obbiettivo di compiere una rappresaglia contro la popolazione locale, nota per i suoi sentimenti antifascisti. Gli squadristi, fiancheggiati dai militari che avrebbero dovuto garantire l'ordine pubblico, iniziarono a sparare contro sedi politiche, sindacali, osterie e case di antifascisti. A fine giornata si conteranno 8 morti (Vittorio Gezzi, Gioacchino Secoli, Fausto Berretta, Alberico Pierini, Maria Gagliardi, Sante Ascenzi, Teodoro Bielli e Alfonso Fanelli) e 13 feriti. I fascisti feriti furono quattro. Il 31 viene dato l'ordine di smobilitazione generale. Nella capitale i fascisti continuano ad uccidere e a compiere violenze. Presso la stazione Termini è assassinato l'invalido di guerra Attilio Battaglini. Vicino al Viminale Giovan Battista Capra, un cameriere pavese, è riconosciuto da gruppo di fascisti della sua città e ucciso. L'ex capo degli Arditi del Popolo Argo Secondari è aggredito e ridotto in fin di vita da una squadraccia. Il segretario di Nicola Bombacci Giuseppe Lemmi è picchiato, costretto a bere olio di ricino, rasato e fatto sfilare lungo via del Corso. La sera stessa uno squadrista inoltratosi a San Lorenzo sparerà contro un gruppo di antifascisti uccidendone uno (Umberto Pallocca) e ferendone tre.
Nella notte del 30 ottobre ad Alfonsine i fascisti incendiano la locale Camera del Lavoro e, alle prime luci dell'alba, uccidono presso l'argine del Senio il repubblicano Peo Bertoni.

#### Novembre
La notte tra il 1° ed il 2 novembre a San Pancrazio di Russi i fascisti, spalleggiati da alcuni residenti locali, uccidono a colpi di pistola e randello il comunista Alfredo Silvestroni.
La notte del 15 novembre a Santerno di Ravenna il socialista Giovanni Cortesi, di 52 anni, affronta con una roncola una squadra fascista che cercava suoi figli, militanti comunisti. Cortesi viene ferito a colpi di pistola e finito a colpi di manganello.
Il 27 novembre 1922 a Cagliari, in seguito a una manifestazione fascista scoppiarono tumulti in strada e gravi incidenti in cui si registrarono numerosi feriti e venne ucciso l'antifascista Efisio Melis.

#### Dicembre
La notte del 17 dicembre il comunista Edoardo Cuffiani è ucciso da alcuni fascisti nella sua abitazione di Santerno di Ravenna mentre cerca di difendere da un'aggressione squadrista il segretario della locale sezione del Pcd'I.
Tra il 18 ed il 20 dicembre 1922, con Mussolini già al governo, i fascisti torinesi, capeggiati dal ras Piero Brandimarte, scatenarono una violenta repressione contro gli antifascisti della città che culminò in una sanguinosa strage. Vennero uccise 11 persone, sindacalisti e attivisti politici antifascisti, prelevati dalle loro abitazioni (a cui poi venne dato fuoco) e uccise sotto gli occhi dei familiari. Ad alcuni di loro venne fracassato il cranio. L'azione nasceva dall'uccisione di due squadristi, morti per motivi che poco avevano a che vedere con la politica.

### 1923 - 1924
Il 12 gennaio a Fusignano, in pieno giorno, è assassinato da squadristi fascisti l'ex sindaco socialista del paese Battista Emaldi.
La notte del 21 gennaio 1923 Giovanni Lubrani, comandante della squadraccia La Martoriata, è assassinato da altri due fascisti a Spezia per motivi personali. Sfruttando la morte di Lubrani gli squadristi spezzini scatenano nei due giorni successivi una brutale caccia all'uomo in città e nei dintorni contro gli antifascisti locali. Vengono assassinate 19 persone, di queste solo 12 sono state identificate (Giovanni Bacigalupi, Serafino Bardi, Carlo Canali, Angelo Cestari, Amedeo Cevasco, Angelo Costi, Pietro Lelli, Arturo Micheli, Papiniano Papini, Fioravanti Paolo Raspolini, Angelo Scopsi, Armando Zilioli).
Il 24 febbraio l'anarchico Giuseppe Vitali è aggredito da una squadra fascista a Campiano di Ravenna. Durante il pestaggio uno dei fascisti si spara involtariamente in faccia con la sua doppietta e muore. Tratto in arresto, Vitali viene ricoverato in ospedale, processato e poi il 18 marzo, una volta riconosciuta la sua innocenza in tribunale, è rilasciato. Mentre rientra a piedi nella sua casa di Campiano, è intercettato dalla locale squadraccia fascista, pestato, torturato e linciato a colpi di bastone e pietra in un canale. All'omicidio è costretta ad assistere la popolazione della zona. Il giorno dopo, quando verrà recuperato sotto un ponte il corpo martoriato dell'anarchico, si scoprirà che è stato evirato e morto per dissanguamento.
La notte del 23 maggio 1923 un gruppo di squadristi assassina a bastonate il parroco di Argenta (FE) Giovanni Minzoni.
Il 28 luglio il ferroviere socialista Adelmo Ballardini è ucciso a bastonate da una squadraccia presso la stazione di Castel Bolognese.
Il 9 agosto 1923 una squadraccia fascista comandata dal ras di Molinella Augusto Regazzi, dopo aver bastonato alcuni antifascisti, assalta la casa della famiglia Marani a Marmorta. Lo stesso Regazzi, dopo aver aperto un buco nel tetto, penetra all'interno dell'abitazione e uccide il mezzadro ventiseienne Pietro Marani.
La sera del 27 febbraio 1924 Antonio Piccinini, socialista candidato alle elezioni politiche di aprile, viene prelevato dalla sua casa di Reggio Emilia da un gruppo di squadristi fascisti. Il suo corpo verrà ritrovato il giorno dopo con segni di sevizie e torture legato ad un albero lungo la ferrovia Reggio Emilia-Ciano d'Enza.
Il 12 settembre 1924 Armando Casalini, vicesegretario generale delle Corporazioni, viene ucciso su un tram con tre colpi di pistola da Giovanni Corvi, che affermò di voler così vendicare Giacomo Matteotti.